# Катерина Медічі
Катери́на Марія Ромола Ме́дічі (італ. Caterina de'Medici, фр. Catherine de Medicis) або Катерина де Медічі — французька королева-матір, дружина короля Франції Генріха II, одна з найвпливовіших осіб Франції періоду війн між католиками і гугенотами. Походила з відомого італійського роду Медічі.

## Походження

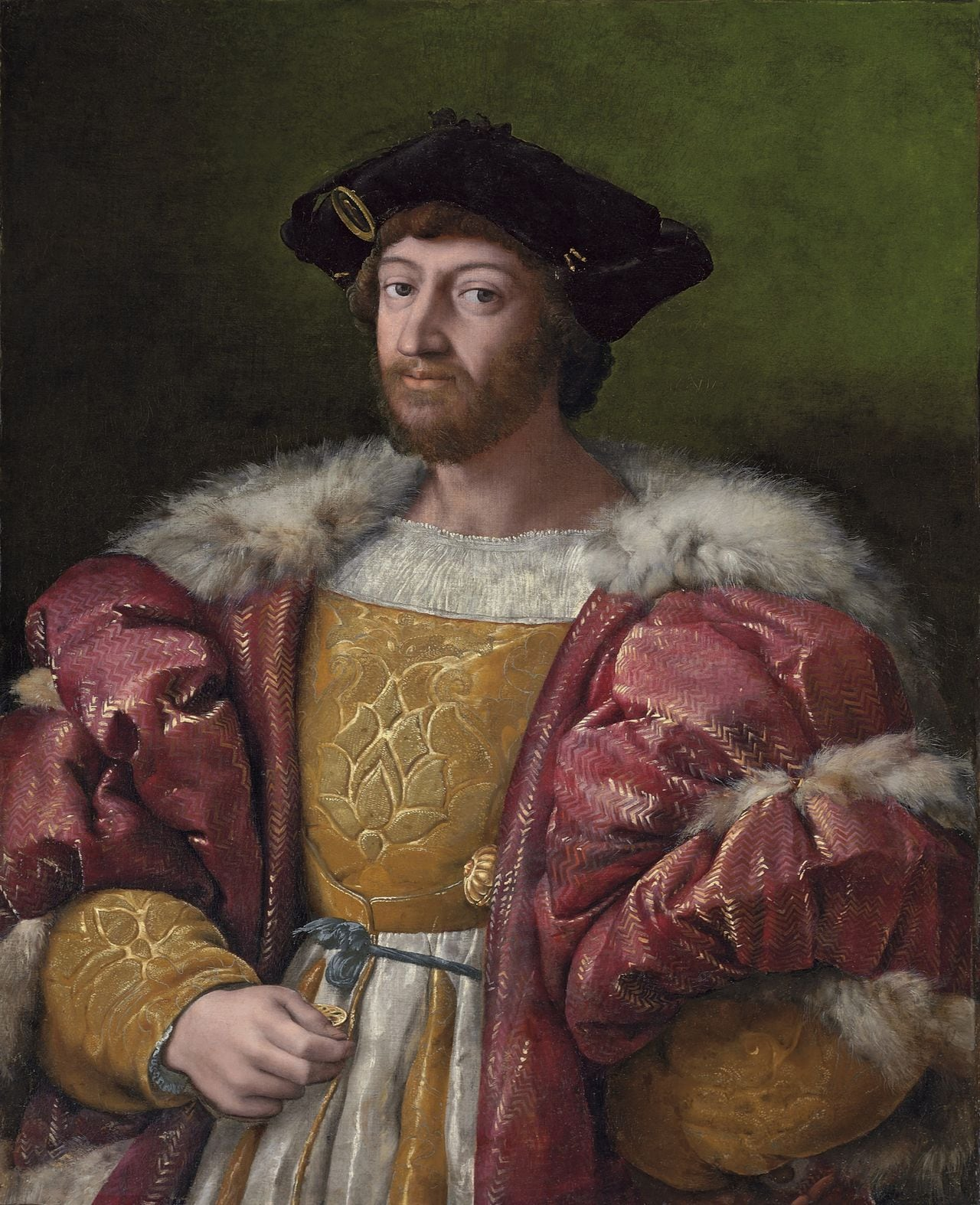
Лоренцо II Медічі герцог Урбіно, батько Катерини Медічі

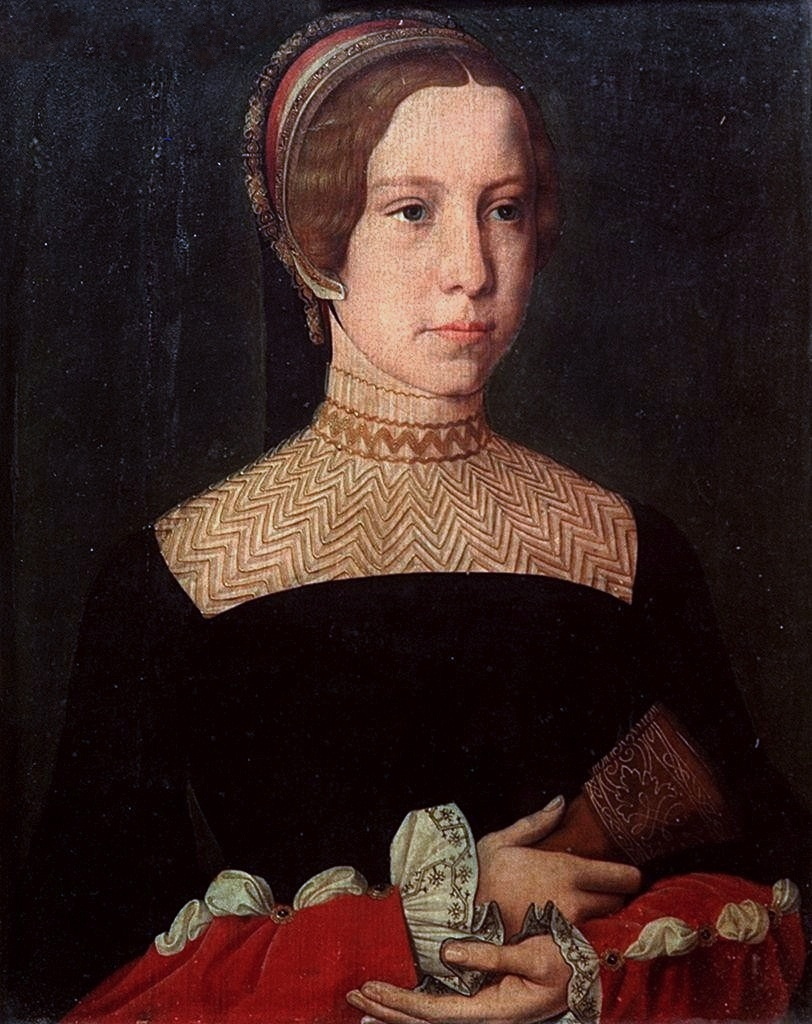
Мадлен де ла Тур графиня Овернська, мати Катерини Медічі

Родина Медічі мала вплив протягом кількох століть. Їхня династія прийшла до піднесення ще у часи існування торгівельної і промислової Флорентійської Республіки. Засновники олігархічної родини були аптекарями і лікарями, що відображено у фамільному гербі Медічі у вигляді п'яти червоних кіл — пігулок. У XIII столітті, володіючи статками та нерухомістю, деякі Медічі отримали доступ до виборних посад Флорентійської синьйорії. Їхнє багатство дозволило піднятись в ієрархії двадцяти одній корпорації, які керували містом. Завдяки своїм статкам активно впливали на політику Європи, представники родини займали папський престол. Прапрадід Катерини Козімо Медічі на прізвисько «Подагрик» отримав від короля Франції Людовика XI дозвіл на відображення у своїй геральдичній емблемі трьох французьких лілій. Сином його був Лоренцо Пишний. При ньому Флоренція і родина Медічі досягли піку слави та могутності. Батько Катерини, Лоренцо II, за допомогою папської армії (тоді римським папою був Лев X, також представник роду Медічі), завоював герцогство Урбіно. Це було важливим досягненням, адже тепер, окрім виборних посад у Римі та Флоренції, родина Медічі отримала наслідувану герцогську корону. Відтак король Франції Франциск І, задля підсилення своїх позицій в протистоянні Габсбургам під час Італійських війн, волів породичатися з Медічі. Незабаром Лоренцо отримав із Франції королівського листа, в якому йому пропонувалось вступити до шлюбу з «красивою та доброю дамою». Лоренцо відповів згодою. Спочатку король Франції Франциск І міркував щодо кандидатури своєї племінниці, дочки короля Наваррського Жана д'Альбре, та врешті зупинив свій вибір на французькій принцесі королівської крові — Мадлен де ла Тур. Це була блискуча партія. Франциск пообіцяв бути хрещеним батьком у разі народження хлопчика. Але незадовго до народження дитини Лоренцо дуже сильно захворів. 13 квітня 1519 року Мадлен народила дівчинку. Ймовірно її назвали на честь прапрабабусі Катерини Сфорца. Вже 28 квітня герцогиня померла від післяпологової гарячки. За кілька діб помер і батько дівчинки. Відтак, всі попередні плани та домовленості короля Франції та папи Лева Х тепер були під великою загрозою. [джерело?]

## Дитинство

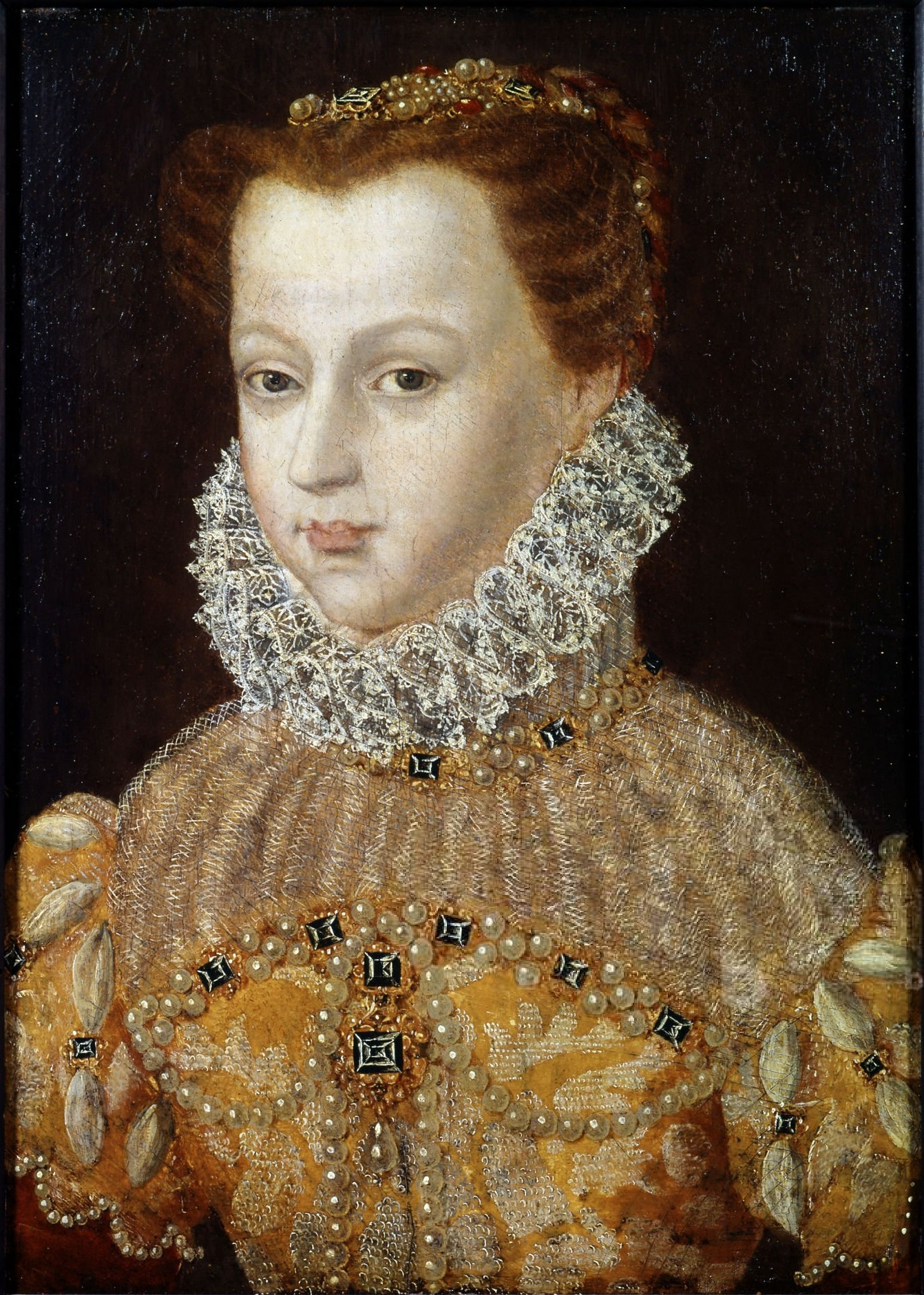
Катерина Медічі

Із самого народження Катерина стала ставкою в дипломатичній грі. Вона сильно захворіла в серпні 1519 року, а в жовтні її відвезли до Риму, де її доглядала бабця — Альфонсина Орсіні. Відтепер Флоренцією управляли папські легати, оскільки не було жодного Медічі, гідного керувати цим містом-державою. Поет Лудовіко Аріосто згадував Флоренцію, охоплену то страхами, то надіями, яка не знала, чи пощадить зима чи зламає тендітне життя Катерини — останньої гілочки з декількома зеленими листочками, яка лишилися від колись могутньої родини.
Франциск І вимагав призначити його опікуном юної герцогині, надіючись таким чином отримати її як заручницю, щоб змусити Лева Х дотримати своїх обіцянок. Та все виявилося марним. Задля того, щоб утримати дівчинку в Італії, понтифік заявив, що має намір видати її за кузена Іполіта, позашлюбного сина Джуліано, герцога Немурського. Насправді ж він намагався виграти час для безболісного розриву відносин із королем Франції. Ставши союзником Карла V, він вигнав французів із Мілану в листопаді 1521 року.
7 лютого 1520 року померла бабця Катерини. Її виховання взяли на себе дядько, герцог Олбані, який влаштувався у Ватикані в травні 1520 року, двоюрідна бабця  Лукреція Сальванатті та тітка  Клариса Строцці. Разом із Катериною виховувались два позашлюбні сини представників родини Медічі: Іполіто (1511 р. н.), син Джуліано та однієї з пезарських дам та Алесандро на прізвисько «Моро» (1512 р. н.). Останній вважався зведеним братом Катерини, та скоріш за все він був позашлюбним сином дядька Катерини — Джуліо Медічі (майбутнього папи Климента VII) та жінки низького походження.
6 травня 1527 року відбулося захоплення та розграбування Риму німецькими найманцями. Як тільки вісті про це досягли Флоренції, одразу пожвавішали давні супротивники родини Медічі. Сеньйорія ухвалила рішення про відновлення республіканського ладу. Представники народу заборонили 8-річній Катерині та Кларисі Строцці полишати місто, утримуючи їх на правах заручниць на випадок, якщо Климент VII вирішить помститися Флоренції. Спочатку Катерину утримували у монастирі Санта-Лючія, згодом у монастир Санта-Катеріна, в якому умови утримання були менш суворими. Та не вдовольнившись цим, Клариса Строцці долучила французького посла до процесу переведення Катерини у монастир Мурате (Замурованих).
Катерині було десять, коли розпочалася облога Флоренції, яка тривала з жовтня 1529 по серпень 1530 року. Вночі 30 липня 1530 року група сенаторів на чолі з Сильвестро Альдобрандіні з'явилася біля воріт Мурате з ордером на видачу їм «дівиці Катерини Медічі». Однак монахині відмовилися її видавати. Вже за місяць по тому Флоренція капітулювала після поразки у битві біля Гавінана 3 серпня 1530 року.

## Шлюб
Катерина була закохана в Іполіто Медічі. Та це не входило у плани папи Климента VII. Для того, щоб усунути загрозу отриманню влади у Флоренції для свого сина Алесандро, він надав Іполіто багаті бенефіції покійного кардинала Помпео Колонна та відрядив його у 1532 році до Угорщини як папського легата. Натомість він отримав від Іполіто клятву назавжди залишитися кардиналом.

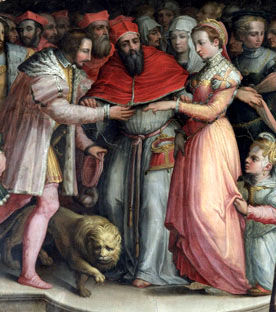
Весілля Генріха та Катерини

Раніше, під час облоги Флоренції папа мав намір віддати Катерину за свого спільника — Філібера де Шалона, принца Оранського. Та ці плани зазнали краху, коли принц загинув у битві при Гавіані. Також розглядались інші кандидатури: Фредеріко Гонзага, перший герцог Мантуї, Гвідобальдо делла Ровере, наслідний правитель Урбіно, шлюб з яким давав можливість Катерині підтвердити свій титул герцогині Урбінської. Також розглядалася можливість шлюбу з герцогом Міланським Франческо II Сфорца, та цей шлюб не влаштовував папу з політичних мотивів.
Та ось король Франції Франциск I вирішив запропонувати кандидатуру свого другого сина Генріха герцога Орлеанського, однолітка Катерини як нареченого. Вже 24 квітня 1531 року в замку Ане король підписав контракт. Окрім іншого, в таємних статтях договору було зазначено, що папа визнає завоювання Франциска на півночі Італії та віддасть у сумісне подружнє володіння Пізу, Ліворно, Реджо, Модену а також Парму і П'яченцу. Також папа зобов'язувався надати підтримку герцогу Орлеанському у поході на герцогство Міланське і Генуезьку сеньйорію, та мав допомогти у поверненні Урбінського герцогства. 9 липня 1531 року папа ознайомився з умовами контракту. Єдині протиріччя виникли тільки з приводу пункту щодо місцезнаходження Катерини до досягнення нею повноліття (14 років). Франциск хотів, аби вона була при дворі Франції, як запорука виконання папою своєї частини угоди. Папа хотів тримати у таємниці таке зближення з Французькою короною, допоки король Іспанії та імператор Священної Римської імперії Карл V не визнає Алесандро законним правителем Флоренції, та не видасть за того свою позашлюбну дочку Маргариту. Папа надавав нареченій значне придане, оцінене у суму 27 900 золотих екю. Врешті, Франциск погодився на умови папи.
27 жовтня було урочисто підписано шлюбну угоду. Вранці 28-го папа освятив кільця наречених після шлюбної меси. На ній Катерина була вбрана у сукню з золотої парчі і в герцогському одязі, підбитому горностаєм, з золотою короною на голові. Упродовж місяця папа щовечора благословляв наречених в надії, що Катерина завагітніє, і таким чином надасть йому гарантії, що шлюб, а відтак і договір з Франциском І відбувся, та його буде неможливо анулювати. Так і не дочекавшись бажаного, він з відчуттям легкого розчарування відбув до Риму. На прощання благословив Катерину, та надав їй пораду: «Розумна дівчина завше знайде можливість завести дитину». Одначе Катерина не сприйняла його наставляння, зберігаючи вірність чоловікові, якого кохала.
Климент та Іполіт відбули до Італії.

## Герцогиня Орлеанська

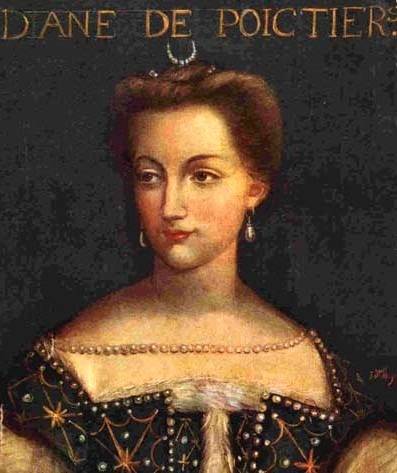
Діана де Пуатьє

Загалом французи не були задоволені одруженням Генріха Орлеанського з Катериною Медічі. Аристократія ненавиділа її за те, що мала вклонятися перед принцесою такого низького походження. Простолюдини не розуміли, як представниця купецького роду, хай навіть племінниця папи, могла стати дружиною сина короля.
Ще по поверненню з іспанського полону у 1531 році, патронувати введення принца у світ король Франциск І доручив знатній особі — великій сенешальші Нормандії Діані де Пуатьє. Це була красива 31-річна жінка, яка одразу полонила 12-річного Генріха. Відтоді й до самої смерті він був відданий цим стосункам. На турнірах принц виступав у обладунках, прикрашених кольорами своєї дами серця — білим та чорним. Пізніше з'явилася монограма, яка являла собою сплетіння двох літер — «Н» (Генріх) та «D» (Діана). Хоча офіційно друга літера читалася як «С» (Катерина).
Клопоту герцогині Орлеанській додавала поведінка її дядька  — папи Климента VII, який вів подвійну гру з обома монархами: Франциском I та Карлом V. Відтак всі плани Франциска на Мілан, Урбіно, Пізу, Ліворно, Реджо та Модену терпіли фіаско. Тим більше, що Климент VII раптово помер 25 вересня 1534 року.

## Дофіна

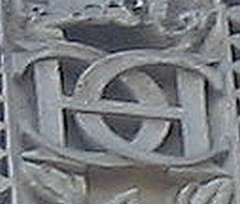
Монограма Генріха та Катерини

10 серпня 1536 року раптово помер дофін Франциск. І хоча розтин тіла показав природною причиною смерті тяжку пневмонію, та все ж підозра впала на графа Себастьяно Монтекукулі. Адже саме він подав дофіну склянку крижаної води. Оскільки Монтекукулі — італієць, який спочатку був на службі у Карла V, а згодом прибув до Франції у свиті Катерини Медічі, французи тепер підозрювали як одного, так і другу у замовленні вбивства. Тільки втручання Франциска I, який взяв Катерину під власну опіку, врятувало новоявлену дофіну.
У 1542 році венеційський посол Маттео Дандоло так висловлював свої симпатії до Катерини: «Найсвітліша дофіна чудово складена. Але надзвичайно стурбована у тому, що стосується її спроможності мати дітей, оскільки досі таких не вдалося зачати, невідомо, чи зможе вона народити надалі, хоча і приймає для цього усілякі ліки та засоби, так що ризикує захворіти. Дофін, наречений її Величності, кохає її та завжди ласкавий з нею. Мадам Катерина користується любов'ю короля, усього двору та народу. Думаю, що не знайшлося б жодної людини, хто не погодився б віддати усю кров заради того, аби вона змогла народити спадкоємця».
При дворі вголос лунали пропозиції дати відставку безплідній принцесі та одружити Генріха зі старшою дочкою Карла V. У цей критичний момент Діана де Пуатьє, усвідомивши, що нова дружина може виявитися не настільки покірною, почала заступатися за Катерину. Фаворитка короля герцогиня д'Етамп, мабуть бажаючи збереження status quo, чи то в надії на майбутню прихильність правлячої сім'ї після смерті Франциска І, також стала на захист дофіни. Врешті сам король знову виявив абсолютну підтримку Катерині.
Існує думка істориків, що безпліддя подружжя було результатом деяких фізіологічних особливостей як Генріха, так і Катерини. Є свідчення, що один із придворних лікарів припустив, що самі по собі ці особливості не були фатальними для зачаття, але у поєднанні з особливостями іншого, не давали можливості завагітніти дружині. Саме вирішення цієї делікатної дилеми, яка не лежала в площині медицини, дала подальший стійкий результат у народженні дітей.

## Народження дітей

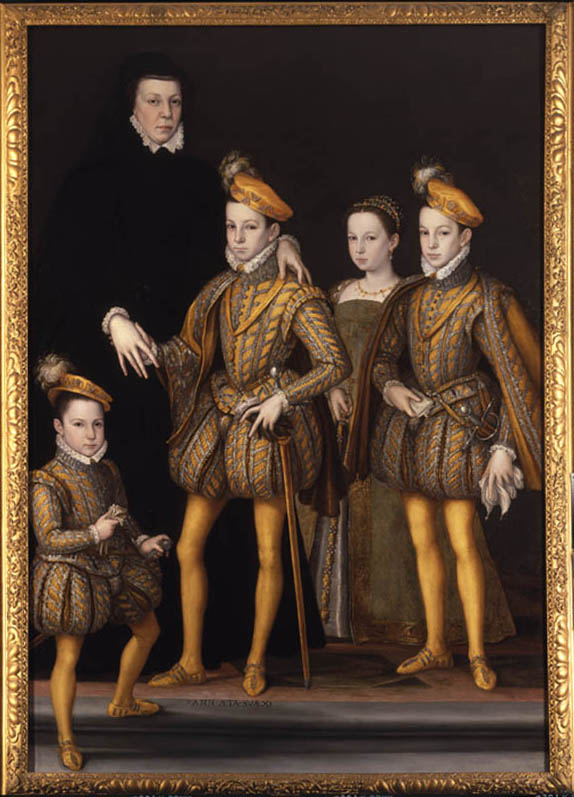
Катерина Медічі з дітьми

Після 10 років шлюбу Катерина народила першу дитину 19 січня 1544 року в замку Фонтенбло, сина назвали Франциском, на честь діда. Король Франції особисто був присутнім при пологах. Він записував весь перебіг подій, аби пізніше астрологи змогли передбачити долю новонародженого.
Після першої дитини Катерина регулярно народжувала:
- Єлизавета 02.04.1546
- Клод 12.11.1547
- Людовик 03.02.1549
- Карл (Карл-Максиміліан) 27.06.1550.
- Генріх (Едуард-Олександр) 20.09.1551
- Маргарита 14.05.1553.
- Франциск (Еркюль) 18.03.1555
- Жанна та Вікторія 24.06.1556

Пологи двох останніх близнят ледь не вартували їй життя. Шість годин вже померла Вікторія знаходилася в утробі матері. Лікарям довелося зламати ніжку плоду, аби дістати його. Після цього лікарі заборонили парі народжувати дітей. Жанна (Іоанна) прожила кілька місяців.
Як правило, одразу після пологів у породіллі забирали дитину. Відтепер її вихованням опікувалась Діана де Пуатьє, яка передавала дитину своїй людині — королівському гувернеру Жану д'Юм'єру. Та все ж згодом, зі збільшенням кількості дітей стала рости до неї й прихильність чоловіка.

## Королева Франції
31 березня 1547 року на п'ятдесят четвертому році життя помер король Франциск I. Відтепер всесильна Діана де Пуатьє, незабаром отримавши титул герцогині Валентинуа, фактично стала виконувати роль королеви. У той час, як Катерину і близько ніхто не підпускав до політики, Діана брала участь у засіданнях Королівської Ради і впливала на політику країни, врівноважуючи вплив на короля двох непримиренних кланів — Монморансі (Шатійони) та Гізів. Посол Альваротті 8 липня 1547 року повідомив: «Тільки й бачиш, як його Величність в будь-який час після обіду і ввечері після вечері улещує сенешальшу, так що в середньому вони мають проводити разом не менше восьми годин, і якщо трапляється, що вона перебуває в покоях королеви, він посилає за нею, і всі кажуть, що це ще гірше, ніж було при покійному королі». Цей «шлюб утрьох» тривав аж до загибелі Генріха II у 1559 році. Катерина дуже ревнувала. Пізніше, вже як овдовіла, вона висловила свої почуття дочці, королеві Іспанії Єлизаветі, написавши тій у листі щодо свого чоловіка: «Я його кохала настільки, що мені завжди було страшно».
Загалом роль Катерини зводилася до народження дітей. Навіть у момент, коли король Генріх II відбув на війну і залишив її правити як регентшу, виявилось, що права, надані їй значно урізані, й усі свої дії вона має узгоджувати з Королівською Радою.
Добрі стосунки у неї склалися з коннетаблем Монморансі. Звертаючись до нього, вона говорила «мій приятелю». Велику прихильність до неї виявляв Гаспар де Таванн. Також у неї була партія своїх прихильників — італійців, які були на службі Французької Корони. Найбільш відомим серед них був її троюрідний брат П'єро Строцці, в майбутньому маршал Франції.
Тим часом наближалась війна. Це був останній акт Італійських воєн (1494—1559), які тривали протягом правління останніх чотирьох французьких монархів. Катерина активно підтримала ідею поновлення воєнних дій. Адже вона ще сподівалась повернути собі володіння сім'ї в Італії. Та за винятком локальних перемог на сході (захоплення Туля, Вердена та Меца) та на півночі (відвоювання Булоні та Кале в англійців) у цілому кампанія була провальною. Після поразки від іспанців при Сен-Кантені 10 серпня 1557 року в полон до нового короля Іспанії Філіпа II потрапило все командування французької армії, на чолі з Монморансі. Тоді Генріх II вирішив направити Катерину до французького парламенту аби домогтися виділення коштів для організації оборони та набору нових військових контингентів. Врешті 3 квітня 1559 року було підписано дуже невигідну Като-Камбрезьку мирну угоду. Згідно з цією угодою Франція повертала всі свої завоювання в Італії. Аби укріпити мирні домовленості було вирішено віддати старшу дочку Катерини та Генріха II Єлизавету за недавно овдовілого короля Іспанії Філіпа II та сестру Генріха II Маргариту за герцога Савойського, вірного союзника Іспанії.
28 червня в Нотр-Дам-де-Парі відбулося пишне весілля Єлизавети та Філіпа II. За тодішньою традицією, на церемонії вінчання монарха, який не міг покинути своє королівство, представляв герцог Альба. На святкуваннях під час лицарського турніру зазнав смертельного поранення король Генріх II. Після його смерті, 10 липня, королева, яка відтепер стала регентшою свого старшого сина, вдягла чорну сукню. Саме вона ввела норму використання чорного як кольору трауру, до того у Франції траурним був білий. На її монограмі замість веселки з того часу був зламаний спис і напис: «Lacrimae hinc, hinc dolor» («Звідси сльози, звідси скорбота»).

## Королева-мати
15-річний дофін Франциск II був повнолітнім і мав усі законні підстави очолити державу. Насправді ж він був дуже кволим і хворобливим підлітком. Тому фактичне управління державою в цей час взяла на себе Катерина. Також до управління державою активно долучився клан Гізів. Ще за два роки до цього дофін був одружений з Марією Стюарт, принцесою Шотландії та родичкою Гізів, а пізніше Клод була видана за кардинала Лотаринзького. Відтоді партія Гізів значно посилила свій вплив. Монморансі було усунуто. Діані де Пуатьє було заборонено з'являтися при дворі.
Були вжиті непопулярні заходи задля оздоровлення економіки королівства. Різко знижено державні видатки завдяки скасуванню багатьох субвенцій і пенсіонів, а також проведена демобілізація значної частини армії. Останній захід, економічно абсолютно обґрунтований, у політичному відношенні виявився міною сповільненої дії: звільнені зі служби солдати тут же поповнювали собою лави армії протестантів. Те саме стосувалося й ветеранів Франциска І, які згідно з Камбрезійським договором тепер втратили земельні наділи у П'ємонті і масово поверталися на батьківщину.
Результат вжитих заходів щодо виведення країни з кризи виявився подвійним: фінансове оздоровлення королівства супроводжувалося стрімким зростанням суспільного невдоволення з верху до низу. Ненависть була спрямована не стільки проти молодого королівського подружжя, скільки проти Гізів, які досі вважалися чужинцями у Франції, та королеви-матері «італійки», ще більш чужої для народу. Популярність, яку ще недавно мала Катерина, зійшла нанівець.

## Амбуазький замах
Протестантський рух попри репресії значно поширювався. Історики вважають, що до кальвінізму було навернено близько 5 % жителів Франції. Це була значна меншість, але водночас це була дуже активна громада. Найбільшого поширення вона набула на півдні (Ліон) та на південному заході (Наварра). У мемуарах того часу згадується 2150 місць, де в 1562 році проводились богослужіння за реформістськими обрядами. Посол Венеції Мікеле Суріано твердив, що на загальну чисельність населення — 16 мільйонів було близько 400 тисяч протестантів. Проведення «Триденського собору», заснування Ордену Єзуїтів (1540), все це характеризує цю епоху, яка отримала назву контрреформація. У Франції Гізи вдосконалили репресивне законодавство Генріха ІІ: після Екуенського едикту (2 червня 1559 року), згідно з яким єретиків страчували на вогнищі, тепер, відповідно до декларації Вілле-Котре (4 вересня), зареєстрованої 23 грудня, наказувалось руйнувати будинки, де збирались протестанти. Едикт від 9 листопада встановлював страту за зібрання недозволених асамблей. Пізніше ще один едикт від лютого 1560 року наказував сеньйорам — вищим феодальним суддям застосовувати це положення, в іншому випадку погрожуючи скасуванням їхнього права вершити правосуддя. Внаслідок цього в колах очільників протестантів, принців крові Антуана де Бурбона та Людовіка Конде і братів Шатіньйонів, виникла ідея замаху на католицьку верхівку. Замах було завчасно розкрито. Учасників заколоту, серед яких було багато дворян, показово і публічно страчено. На страті був присутній і один з очільників заколоту — принц Конде. Його підозрювали, але за відсутністю доказів не могли звинуватити.
Вже пізніше Гізам вдалося перехопити людину Конде, яка прямувала в Наварру до Антуана Бурбона з листом, в якому йшлося про підготовку нового заколоту. Планувалося захопити Ліон, фінансову столицю держави, та міста Пуатьє, Тур, Орлеан і знову спробувати вбити Гізів. Саме в цей час готувалось відкриття Генеральних штатів, що мало відбутись 10 грудня 1560 року в Орлеані. На них було також запрошено обидвох принців крові. Ті мусили їхати, адже ігнорування запрошення короля розцінювалось як непокора та бунт. Там Конде схопили й під тиском Гізів провели швидкий суд, який постановив стратити його в день відкриття асамблеї. Та 5 грудня помер Франциск II, якому щойно виповнилося 18 років. Відповідно тепер корона мала перейти до меншого брата короля — Карла, якому в цей час було 10 років. За іронією долі, згідно древньому закону династії Капетингів, регентство, до часу набуття повноліття монархом, мало перейти до принців крові, а саме старшого — Антуана Бурбона. Катерина домоглася того, що Антуан урочисто повернув королівську печатку, таким чином відмовившись від регентства. Замість цього вона обіцяла відпустити Конде. Щоб витримати всі норми древніх династичних законів, Катерина офіційно іменувала себе не регентшою, а «правителькою Франції». Врегулювавши таким чином проблему термінології і заручившись згодою Антуана, вона також пообіцяла йому посаду Генерального намісника Франції, що робило його третьою особою в державі.
Генеральні штати, сесія яких урочисто відкрилась 14 грудня 1560 року в Орлеані, не були проінформовані щодо цієї оборудки. Коли ж Гізи дізналися про угоду, укладену Катериною та Антуаном Бурбоном, вони не стали заважати, а просто відійшли від справ, не відмовляючись при цьому від своїх посад.

## Конференція в Пуассі. Едикт «Про віротерпимість»
Задля примирення двох релігійних течій Катерина ініціювала конференцію в Пуассі, яка відкрилася 9 вересня 1561 року в трапезній домініканського монастиря. На ній, підкреслюючи державотворчу значущість заходу, було присутнє все королівське сімейство. У глибині зали на трибуні, прикрашеній драпіруванням з ліліями, сиділи одинадцятирічний король Карл IX, його мати, брат Генріх і восьмирічна сестра Маргарита. Навколо них сиділи прелати та доктори богослов'я. Від католиків були присутні шість кардиналів, які більшою чи меншою мірою були відданими дому Валуа, що давало надію Катерині на активний пошук ними точок дотику з опонентами заради примирення в країні. Делегацію з дванадцяти протестантських священиків очолив Теодор де Без. Почались виступи, які тривали більше тижня. Як і слід було очікувати, вони не призвели до зближення ні доктрин, ні тих, хто ці доктрини сповідував. Навпаки представники обох конфесій ще більше налаштувались один проти одного. Катерині дорого обійшлась її миротворча діяльність: так нікого і не примиривши, вона сама стала об'єктом ненависті. Не залишився в стороні й папа Пій IV, він заявив, що влаштувавши це дійство на кшталт церковного собору, королева порушила прерогативу верховного понтифіка. Через свого легата він зробив їй зауваження за поступки ворогам католицької церкви.
Та все ж результатом усьому став «Едикт про віротерпимість», що його Катерина видала 17 січня 1562 року. Віднині за гугенотами визнавалось право сповідувати свою релігію, щоправда з деякими обмеженнями. Так, вони мали право збиратися на свої проповіді в місцях компактного проживання, проте в містах, де їх була меншість, це заборонялось, аби уникнути ексцесів. У таких випадках вони мали збиратися за межами своїх міст. Також їм заборонялось будівництво храмів у містах.
Загалом поступки виявилися незначними, але факт, що держава вступила з ними в перемовини, сам по собі був революційним. Щоб заспокоїти католиків, Катерина офіційно запевнила, що її діти будуть виховуватись у католицькій вірі.

## Різня у Вассі. Перша релігійна війна
Герцог Франсуа де Гіз, який прямував у Жуавіль, зробив 1 березня 1562 року зупинку в містечку Вассі. Він вирушив на месу. У цей час близько тисячі місцевих протестантів, порушуючи едикт про віротерпимість, почали своє зібрання біля церкви, таким чином провокуючи герцога зі свитою. Гіз розпорядився навести порядок, але це не подіяло. Тоді він сам вийшов з церкви аби закликати гугенотів не заважати йому слухати месу. Виник конфлікт. У приїжджих полетіло каміння. Під час сутички було поранено самого «Міченого» Гіза. Побачивши свого скривавленого герцога, його охорона взялася за зброю. Внаслідок сутички сімдесят чотири людини загинуло, близько сотні отримали поранення. Близько десяти Гіз забрав із собою до Парижу, щоб ті постали перед судом за провокування конфлікту і порушення едикту. Деякі міста ескорту довелось оминати, адже звістка про подію швидко поширилася і міста з переважним гугенотським населенням готувалися дати відсіч герцогу. У католицьких містах їх зустрічали як героїв. У Парижі їх зустріли цілою процесією, яка складалася з міської старшини. Гіз став надпопулярним у столиці. Місцеве самоврядування пропонувало йому гроші та рекрутів до його війська.
Бачачи це, Конде був змушений полишити столицю. Він осів у Мо, куди почали підтягуватися сили гугенотів. Спочатку він розмірковував над тим, щоб захопити королівську родину, що в цей час перебувала в неукріпленому Фонтенбло. Але й тепер, як і раніше, його випередив Гіз. Він попередив королеву й організував супровід королівської сім'ї до Парижу. Тоді Конде повів своє військо до Орлеану та на диво легко ним оволодів. Настала тактична пауза. Гіз почав збирати армію католиків, а Катерина шукала на утримання цієї армії кошти та докладала зусиль, аби відвернути війну. Вона відсилала до Конде емісара за емісаром, умовляючи відмовитись від подальшої ескалації конфлікту. На якийсь час Конде навіть почав схилятися до політичного врегулювання кризи. Та войовничий настрій Гаспара де Коліньї й незаможних шевальє, які вже прибували до їхньої армії, не дав цьому збутися.
Гугеноти захопили Ла-Рошель, Пуатьє, Гавр, Дьєпп і Кан. Конде уклав угоду з Єлизаветою I, відповідно до якої Англійське королівство визнавала за Конде право на престол. Єлизавета надавала 6 000 добре екіпірованих військовиків та гроші на утримання німецьких рейтарів. Натомість вимагала міста Гавр, Дьєпп, Руан та Кале. Тим часом Коліньї вів перемовини з німецькими князями. Не маючи засобів для утримання найманців, він як компенсацію віддав їм на пограбування французькі міста.
Королівські війська відбили Блуа. Катерина, попри свій ревматизм, особисто очолила облогу Руану, який утримували об'єднані англо-гугенотські сили під командуванням Монтгомері. 26 жовтня 1562 року місто було взято. Сам Монтгомері втік. Також раніше, під час облоги Руану в перестрілці було вбито Антуана де Бурбона.
Тепер було необхідно знешкодити набагато більше угрупування, яке складалося з німецьких найманців та наваррської кінноти. Під проводом Конде та Коліньї вони саме рухались, аби з'єднатися з англійськими військами у Гаврі. Щоб завадити цим планам королівські війська перегородили їм шлях поблизу Дре. 10 грудня 1562 року тут відбулась битва. Завдяки вчасній атаці королівської кінноти під проводом Франсуа де Гіза, було досягнуто перемоги. Щоправда Монморансі, за усталеною вже традицією, знову потрапив у полон. Тепер гугенотський. Але вдалося захопити Конде. Коліньї з рештками армії відступив до Орлеану. Врешті, 19 березня 1563 року було підписано Амбуазький мир з Конде, яким закінчувалася Перша релігійна війна. Пізніше було видано новий едикт. Згідно з ним гугенотам надавалося значно менше можливостей для відправлення свого культу, ніж раніше. Служби дозволялося вести тільки в будинках сеньйорів для членів їхніх сімей та васалів. Для простого народу відводилось по одному молільному будинку на бальяж (територіальна одиниця Франції, область). У Парижі та передмісті проводити зібрання гугенотів заборонялося зовсім. Метою Катерини було максимально розвести католицьку та гугенотську общини кожного міста й унеможливити такі події, які відбулися у Вассі.
Конде все ж підписав цей договір. Катерина вжила всіх можливих заходів аби перетягнути його на свій бік. Вона, як раніше для переконання його старшого брата, для цього долучала дівиць свого знаменитого «Летючого ескадрону», який складався з декількох сотень красивих та в міру розумних молодих аристократок. Вони ставали фаворитками знатних вельмож та надавали Катерині необхідну інформацію, а також впливали на ухвалення рішень своїх «підопічних». Конде тим більше пішов на угоду з Катериною, бо мав тепер замість Антуана де Бурбона зайняти посаду Генерального намісника Франції. Він навіть пообіцяв очолити експедицію з визволення півночі Франції від англійців, яких раніше сам і запросив. Однак Конде виявився ненадійним партнером і, потрапивши на волю, усунувся від цього процесу. Щоб не домовлятися з Конде про його відмову від регентства, 17 серпня 1563 року Катерина оголосила Карла IX повнолітнім на рік раніше, ніж це мало статися офіційно. Своє рішення вона пояснила надзвичайними обставинами, в яких опинилася країна. Тоді ж, у серпні, капітулював англійський гарнізон Гавру. Єлизавета I підписала мирну угоду, відмовившись тепер від будь-яких територіальних зазіхань щодо Франції.
Цього ж року також сталася ще одна непересічна подія. Під час облоги Орлеана, після битви при Дре було скоєно замах на Франсуа де Гіза. Вбивця надав свідчення, що його підбурював на це особисто Коліньї.

## Велика подорож
Отже, в країні нарешті настав довгоочікуваний мир. На Катерину ніхто тепер не тиснув. Адже очільник гізівської партії — Франсуа «Мічений» був підступно вбитий. Гаспар де Коліньї переховувався від слідства та суду за звинуваченням у вбивстві Гіза. Задля поліпшення економічної ситуації королівства в більш-менш спокійних умовах тепер міг працювати канцлер Мішель л'Опіталь. Та все ж на троні перебував слабкий юний король, за ним — мати-іноземка, не дуже популярна в народі. Тому для підняття рейтингу Корони, та об'єднання французів безвідносно до їхніх релігійних переконань Катерина задумує небачене дійство — велику подорож по королівству. Метою подорожі було заявлено ознайомлення короля з Францією і Франції з королем. Подорож тривала два роки. Разом зі старшим братом і матір'ю в дорогу також вирушили троє менших дітей Катерини.

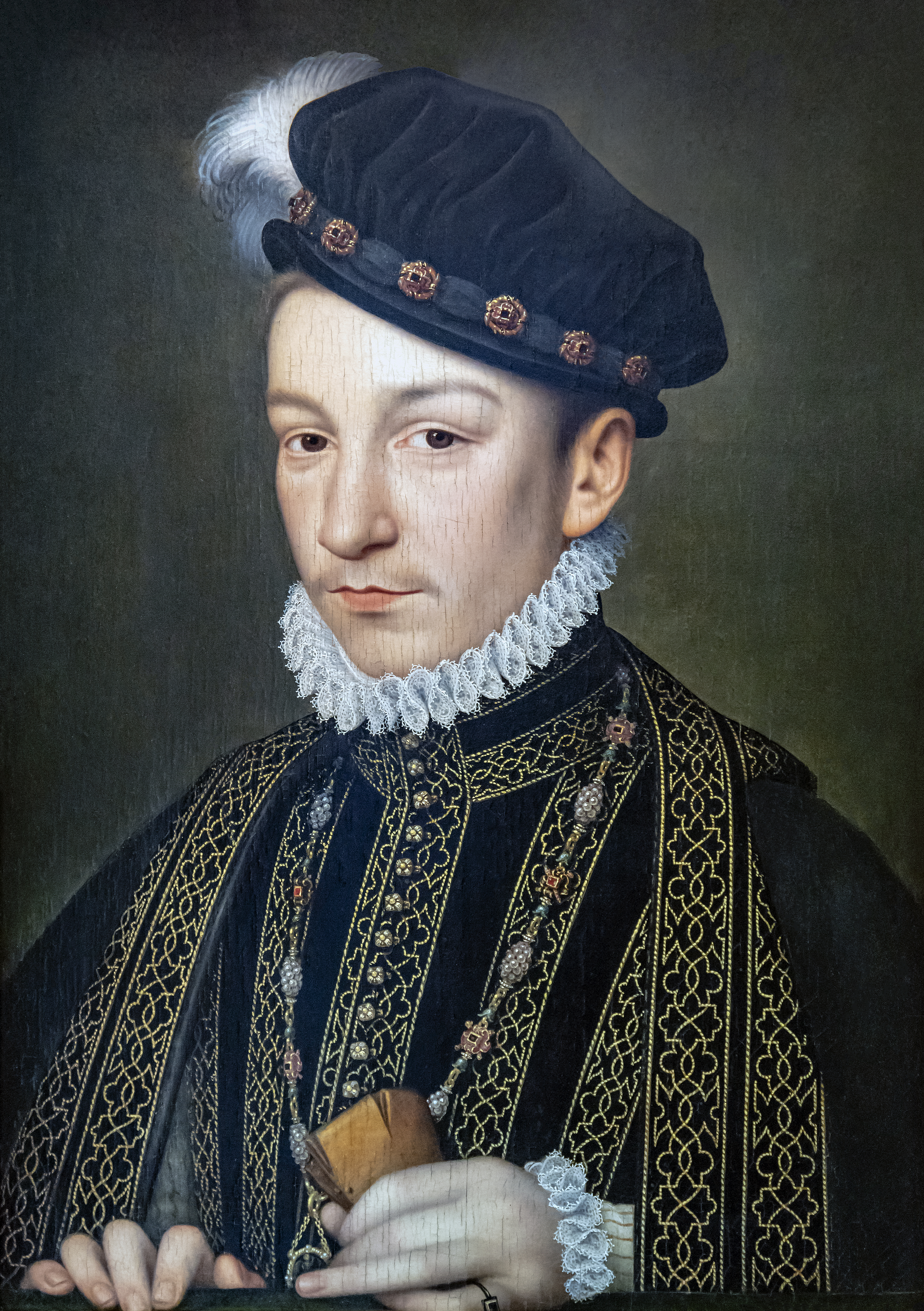
Карл IX

Процесія рушила з Парижу 13 березня 1564 року. У кожного з членів королівської родини був свій почет. Окрім карети, до послуг королеви було також двоє нош, кожні з яких несла четвірка коней. Ноші вона використовувала в хорошу погоду даючи аудієнції на подвір'ї. Коли ж вона хотіла розім'ятись, їй підводили одного з шести чудових скакунів, які також вирушили у подорож. Її величезний багаж було розкладено в нечисленні шкіряні кофри, які були завантажені у вози та на мулах. У дорогу вона захопила також своє ліжко, яке везли у розібраному вигляді, а на привалах збирали. З нею була шовкова постільна білизна, її грандіозний гардероб, золотий та срібний посуд задля влаштування пишних бенкетів. Катерина везла з собою також костюми і декорації для театральних постановок, а також розбірні тріумфальні арки для тих міст, які не мали змоги звести їх самостійно.
Для забезпечення повсякденного комфорту подорожніх супроводжували сотні слуг і конюхів. Королева захопила із собою п'ятьох особистих медиків і стільки ж персональних кухарів, музикантів. Окрім канцелярії із секретарями і клерками, сповідників і пажів, вона не забула також взяти із собою свій «летючий ескадрон», три сотні неземної краси молодих жінок. Короля і принців супроводжували численні компаньйони з числа дворянської аристократії. Тяжко навантажені вози везли продовольство для цього мандрівного міста. Оскільки час був неспокійний, королівське сімейство охороняла маленька армія: чотири роти інфантерії, рота легкої кінноти і полк французької гвардії. За королівським двором, який відбув у далеку путь, мали слідувати і численні іноземні посли, аби на власні очі спостерігати за цією, як їм здавалося, авантюрою.
Задумана Катериною подорож дорого обходилась і королівській казні, і тим, хто приймав короля та його двір на шляху їх слідування. Проте реальна присутність монарха справляла на його підданих величезний психологічний вплив. Добряче витратившись, люди отримували за свої гроші видовище, яке потім могло їм хіба що привидітися уві сні. Пропагандистський ефект цього дійства не можна було порівняти ні з чим. Катерина придумала геніальний хід, об'єднавши навколо короля більшість французів. Без гучних заяв, без брязкоту зброї і кровопролиття вона продемонструвала королівську міць і велич — тільки блиском та пишністю того, хто був уособленням законної й освяченої влади.

## «Колотнеча в Мо». Друга релігійна війна
Коли в травні 1566 року король і королева-мати повернулись до Іль-де-Франс, здавалося, що мир у королівстві остаточно встановлено. У листі до Фуркво Катерина тільки посміювалась над невеселими пророцтвами герцога Альби: «А що стосується вашого повідомлення про нещастя  через релігійні розбіжності в цьому королівстві, які він нам пророкує, то я певна, що забагато було тих, хто засмутиться, бачачи встановлений мир, і що ми були такі мудрі, коли змогли покласти край цим довгим хвилюванням, але, хвала Господу, союз настільки міцний, усі піддані короля, мого правителя і сина, настільки йому віддані, і король має намір підтримувати це, що важко повірити у можливість відновлення безладів, якщо тільки вони не будуть викликані навмисне ззовні».
У той час Катерина надавала перевагу так званим «поміркованим», які гуртувались навколо Монморансі. Вони були вороже налаштовані проти Гізів і терпимо щодо кальвіністів. Гаспар де Коліньї став наближеним радником Карла IX, який не приховував свого захоплення ним. Під його впливом юний король дедалі більше схилявся до необхідності війни з Філіпом II, про що завжди марив адмірал. Якщо королева вважала, що втихомирила королівство, то незабаром вона відчула гірке розчарування.
15 серпня 1566 року у Фландрії почалося повстання проти іспанського господарювання. Велике іспанське військо під проводом герцога Альби рухалось на придушення заколоту, проходячи безпосередньо біля східних кордонів королівства. Це викликало занепокоєння серед аристократії Франції. Катерина й сама не надто довіряла своєму зятю, королю Іспанії. Тому вона терміново провела через Королівську раду надзвичайне рішення про фінансування набору 6 000 швейцарських найманців і 10 000 французької піхоти задля прикриття східного кордону. Спочатку Коліньї і Конде палко підтримали цю ідею, оскільки хотіли надалі використати ці контингенти для надання військової допомоги єдиновірцям Фландрії. Але згодом, коли Катерина дала чітко зрозуміти, що до її планів не входить будь-яка військова операція проти Іспанії за межами Франції, вони стали остерігатися того, що ця військова сила буде застосована проти гугенотів. Вони почали вимагати розпуску цієї армії. Ситуація ускладнилася тим, що Катерина всупереч очікуванням Конде надала титул генерального намісника Франції своєму улюбленому сину Генріху Анжуйському.
Врешті визрів план замаху на королівське сімейство, яке тепер перебувало в замку Монсо. Спочатку Катерина відмовлялася вірити у те, що люди, яким вона так довіряла, зрадили її й намагалися вчинити замах на неї та її дітей. Тому вона не зважала на попередження. Аж ось сам герцог Альба надіслав їй попередження. І тут Катерина неначе прозріла. Вона одразу розпорядилася щодо переїзду двору в більш захищене місто Мо, тому заколот залишився в історії під назвою «колотнеча в Мо», а потім до Парижу. Звідти Карл IX направив до заколотників герольдів з вимогою негайно з'явитися до свого сюзерена, в іншому разі вони будуть оголошені бунтівниками. Це був дуже старовинний і пишний спосіб доведення васалам волі короля. Тепер цей спосіб був застарілий і недоречний. Заколотники тільки посміялися з цього, адже вони не боялися, а скоріше пишалися тим, що їх називали бунтівниками. Настала оперативна пауза. Сторони збиралися з силами. Катерина, переступивши через себе, просила Філіпа II про допомогу, та отримала 2 000 добре екіпірованих вершників. Також вона очікувала фінансової підтримки з Італії. Протестанти ж безуспішно чекали найманців з Німеччини (їх затримав Гіз у Шампані) та гасконців, яких затримав Блез де Монлюк у Гієні. Оскільки перевага була на боці роялістів, було ухвалено рішення про наступ. Королівська армія 10 листопада 1567 року перемогла сили гугенотів. У цій битві було втрачено командувача роялістів — Монморансі, який хоробро кинувся в гущавину битви й, отримавши численні поранення, згодом помер. Сили гугенотів були переможені, але не розбиті. Коліньї зміг організовано відвести залишки армії. Тепер він, нарешті отримавши підкріплення німців та гасконців, був значною загрозою. Катерина ж, втративши свого командувача армією, була вимушена почати перемовини. 22 березня 1568 року в Лонжюмо було підписано вкрай невигідну для королівської влади угоду. Згідно з її положеннями гугеноти отримували не лише попередні поступки, а ще й одержали повну амністію для всіх учасників заколоту, отримали у володіння фортеці, які були ними захоплені. Також домоглися виплати з королівської казни утримання для німецьких найманців, яких вони запросили.
Однак принаймні в одному, але дуже важливому питанні гугеноти програли: спроба підступного замаху на короля і його матір викрила їх в очах суспільства, більшість якого була католиками-роялістами. Віднині їх вважали авантюристами, які не поважають ні законів, ні священну особу короля, та домагаються лише влади і багатства.

## Третя релігійна війна
Оскільки умови мирної угоди були дуже не популярні, а гугеноти вимагали ще більшого, поновлення військових дій було питанням часу. Результатом підвищення градусу суспільної напруги стало стягування гугенотів на чолі з Конде і Коліньї до своєї головної цитаделі — фортеці Ла-Рошель. У листі до Катерини Коліньї порівняв цей масовий рух з біблійною втечею євреїв з Єгипту. Але при цьому військо протестантів захопило Ангулем, де влаштувало різню святих отців. Також було захоплено Понс, Орільяк і Бурж. Змінився і тон Катерини. Замість політики примирення вона тепер сповідувала реакціоністську політику покарання бунтівників. Канцлера-протестанта Мішеля л'Опіталя тепер змінив релігійний фанатик — кардинал Лотаринзький. Прийнято новий акт: «Заборона на проведення будь-яких проповідей, асамблей, богослужінь, окрім католицьких, апостольських і римських». 29 вересня 1568 року в Парижі відбулась грандіозна процесія, що ознаменувала початок війни королем. На вівтар Сент-Шатель було складено мощі святого Дені і його соратників Рустика і Елефера. Відповідно до стародавньої традиції від'їзду на війну французьких королів, Карл IX урочисто склав свою корону і скіпетр біля мощей святих, котрі мають захищати їх до повернення із походу власника. Насправді він залишився в Парижі, його молодший брат Генріх, отримавши титул генералісимуса, став на чолі війська. 4 жовтня він у супроводі Катерини та кардиналів відбув до Етампу. Пізніше Катерина повернулась до Парижу, аби опікуватись питаннями забезпечення армії. Саме в цей час прийшла приголомшлива звістка — померла її улюблена старша донька Єлизавета, королева Іспанії. Це було страшним потрясінням для люблячої матері. Окрім того, присутність доньки на престолі найгрізнішого супротивника допомагало утримувати короля Іспанії Філіпа II від агресивних дій щодо Франції. Вона всупереч традиції, що забороняла монархам бути присутніми на такого роду заходах, все ж узяла участь у заупокійній месі 24 жовтня в Нотр-Дам-де-Парі. Посли повідомляли про безмежний смуток королеви. Тим часом ситуація на сцені воєнних дій загострилася. До гугенотів з Гасконі підійшло значне підкріплення і вони захопили Сен-Мексен. Водночас герцог Альба розгромив військо принца Оранського, що також прямувало на допомогу протестантам. Врешті 12 березня 1569 року поблизу Жарнака відбулася битва. Генріх Анжуйський отримав важливу і славетну перемогу. При цьому принца Конде було вбито. Коліньї з рештками війська гугенотів організовано відійшов до Сенту. У цей час Катерина перебувала на сході королівства, де інспектувала війська та намагалась домовитися з імператором Максиміліаном II про одруження короля з однією з його дочок. 3 жовтня відбулась битва при Монконтурі. Армія роялістів під проводом Генріха Анжуйського та уславленого маршала Таванна отримала ще більш вражаючу перемогу. Але подальші значно менш успішні дії королівських військ з відвоювання раніше захоплених гугенотами міст примусили Катерину сідати за стіл перемовин. Обидві сторони були виснажені. 8 серпня 1570 року було підписано Сен-Жерменську мирну угоду, в якій знову були зроблені значні поступки гугенотам. Тепер вони могли збиратися на проповіді у передмістях двох міст у кожній провінції, але не ближче двох льє від королівських резиденцій та 10 льє від Парижа. Також гугеноти отримували в своє розпорядження чотири фортеці: Ла-Рошель, Коньяк, Монтобан і Ла-Шарі-те-сюр-Луар. Також їм було дозволено вступ до університетів. Окрім цього проголошено широку амністію і повернення конфіскованого майна.

## Варфоломіївська ніч. Четверта релігійна війна
У проміжку 1570—1572 років Катерина активно займалася влаштуванням майбутнього своїх дітей. 26 листопада 1570 року в Мезьєрі відбулось пишне вінчання короля Франції Карла IX з принцесою австрійською Єлизаветою. Крім того, на горизонті зажевріла надія отримати для Генріха Анжуйського корону, як результат значних зусиль, докладених королевою задля свого улюбленця. Також вона вирішила одружити свою меншу дочку Маргариту з теперішнім офіційним очільником протестантської партії — Генріхом Наваррським, подолавши розкол в країні в такий мирний спосіб. Задля останнього їй довелося значно витратитися, аби улестити моральних авторитетів протестантського руху — Коліньї та матір нареченого — Жану Д'Альбре. Коліньї з великими почестями був прийнятий при дворі. Він у цей час виношував черговий план із влаштування зовнішньої війни з Іспанією, аби консолідувати всі сили Франції та об'єднати розколоту країну. Карл IX перебував під значним впливом адмірала, називав того «батьком» і вже був готовий потайки від матері вв'язатися у цю авантюру, щоб отримати лаври переможця. Катерина ж тверезо оцінювала можливості королівства у порівнянні з Габсбургами на заході (Іспанія) та сході (Священна Римська імперія), тому всіляко уникала цього конфлікту. Історики припускають, що саме безмежний вплив Коліньї на сина та неможливість в інший спосіб уникнути зовнішньополітичної авантюри й підштовхнули Катерину Медічі до подій, відомих як «Варфоломіївська ніч».
Материнська любов спонукала Катерину на якийсь час залишити Париж, адже в Шалоні сильно хворіла її дочка, герцогиня Лотаринзька. Коли ж вона повернулася, то з жахом побачила, що Карл IX, перебуваючи під суцільним домінуванням Коліньї, фактично розпочав війну з Іспанією. Тобто зробив те, чого Катерина всіляко уникала весь час свого правління. Вже двічі було направлено армії гугенотів до Фландрії, де вони зазнавали нищівних поразок від військ герцога Альби. За підписом Карла  Коліньї фактично оголосив мобілізацію, таким чином ще більше провокуючи Філіпа II. Ситуація ускладнилася тим, що до рук іспанців потрапили військові розпорядження за підписом самого Карла IX. Таким чином унеможливлюючи списання авантюри на непокірних і непідконтрольних королівській владі гугенотів. Це фактично означало війну з усіма відповідними наслідками. Катерина була певна, що іспанці без перешкод дійдуть до Парижа. Тому вона усіма можливими способами намагалася вплинути на сина, нагадавши йому, скільки разів Коліньї посягав на життя короля і трон та що зараз він має на меті те ж саме. Катерина наголошувала, що ця авантюра призведе до загибелі династії, яка не встоїть під натиском іспанської армії, ставши до того ж об'єктом ненависті з боку французів. Однак жодні аргументи вже не могли переконати Карла. Тоді вона пригрозила, що залишить королівство й повернеться до Флоренції. Врешті, на засіданні Королівської Ради адмірал, впевнений у підтримці короля, відкрито виступив за війну з Іспанією. Усі інші члени Ради були проти цієї ідеї. І тоді Коліньї, звернувшись до Катерини, зухвало вимовив: «Мадам, якщо король відмовиться від цієї війни, то дай бог, щоб не спалахнула інша війна, уникнути якої йому буде несила». Це була пряма погроза роздмухати громадянську війну. Катерина й інші члени Ради були шоковані. У таких умовах Катерина зважилась на крайні заходи.
Тим часом Париж готувався до весілля Маргарити й Генріха Наваррського. Попри передчасну смерть матері нареченого Жани д'Альбре, підготовка до свята не припинялася. Крім того, виникли ускладнення з отриманням згоди папи Римського на шлюб католички з протестантом. Тому папського листа було підроблено. Посильного від папи зі справжнім листом затримали в Ліоні. Вінчання мав проводити кардинал Бурбон, який виступав радше родичем нареченого, ніж представником церкви. Через розбіжності в обрядах конфесій, вінчання не могло відбуватися в церкві. Тому перед Нотр-Дам-де-Парі спорудили лаштунки на яких розмістилися учасники дійства. За згадкою очевидця, поведінка короля Наваррського та його свити була вельми неприпустимою та богохульною: вони гучно сміялися та вели фривольні розмови.

У цей час Катерина розробляла план замаху на Коліньї. До цього плану з членів сім'ї вона долучила тільки Генріха Анжуйського, адже тільки йому вона могла цілком довіряти. Також до виконання замаху долучився клан Гізів. Гізи ще з часів підступного вбивства Франсуа «Міченого» вимагали покарання Коліньї. Тоді для замирення з гугенотами король відтермінував на три роки виконання винесеного вироку. Тепер же клан Гізів був за крок від помсти за смерть свого очільника. Умовою була відсутність бодай натяку на причетність до цього королівської родини. До безпосереднього виконання замаху було залучено такого собі Морвера. Він мав вистрелити з аркебузи в адмірала, коли той буде проходити повз вікна будинку герцогині Немурської, вдови Міченого.

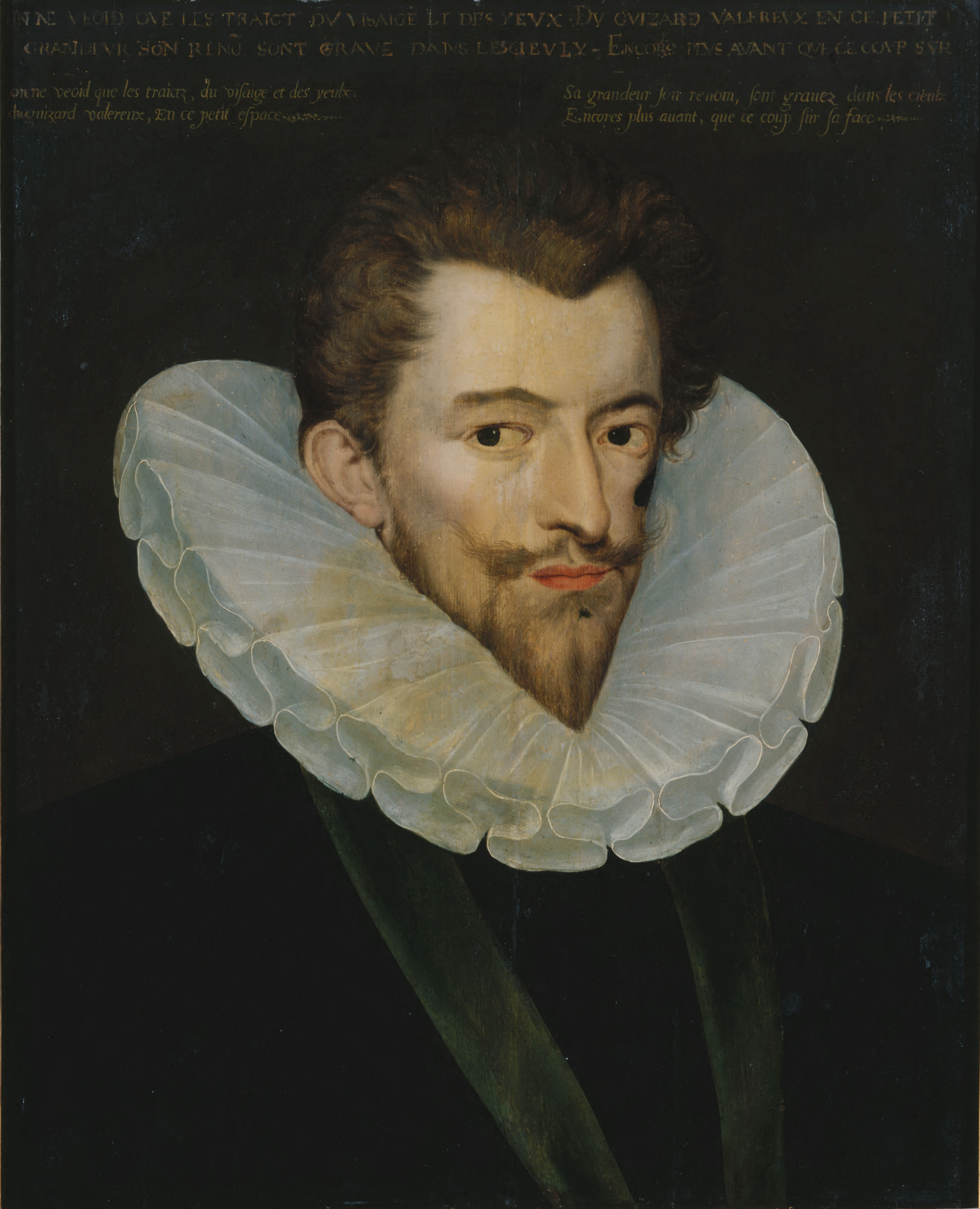
Генріх де Гіз

22 серпня, коли Коліньї разом зі свитою повертався з засідання Королівської Ради, пролунав постріл. Адмірала врятувало те, що в цей час він нахилився поправити панчоху. Тому куля влучила йому в руку. Тепер вже протестанти вимагали покарання Гізів. Адже ніхто не мав сумніву у їх причетності до замаху. Ситуація в місті різко загострилася. Амбуаз Паре, особистий лікар Катерини зробив операцію пораненому, витягши кулю з плеча та відтявши палець на руці. Слідство вже 23 серпня мало достатньо доказів причетності Генріха Гіза до замаху. Той же, не довго чекаючи розвитку подій, сам постав перед королем та просив дозволу покинути Париж. Король розмовляв з ним суворо але від'їзд дозволив. Генріх, вдавши, що від'їжджає до своїх володінь, насправді залишився у своєму маєтку в передмісті. Він бачив, наскільки був збентежений Париж, наскільки парижани вороже ставляться до гугенотів. Цей натовп був найкращим його захистом від гніву короля. У цей час на весілля свого очільника з'їхалося багато дворян-протестантів. Місто було перенаселене, парижани придивлялися до гугенотів, ще донедавна ворогів, сьогодні — наближених до короля. Знаменитий проповідник Вігор сповіщав про гнів Господній, що принесе «цей мерзенний шлюб». Звідусіль лунали заклики до вбивства. Було зрозуміло — назріває бунт.

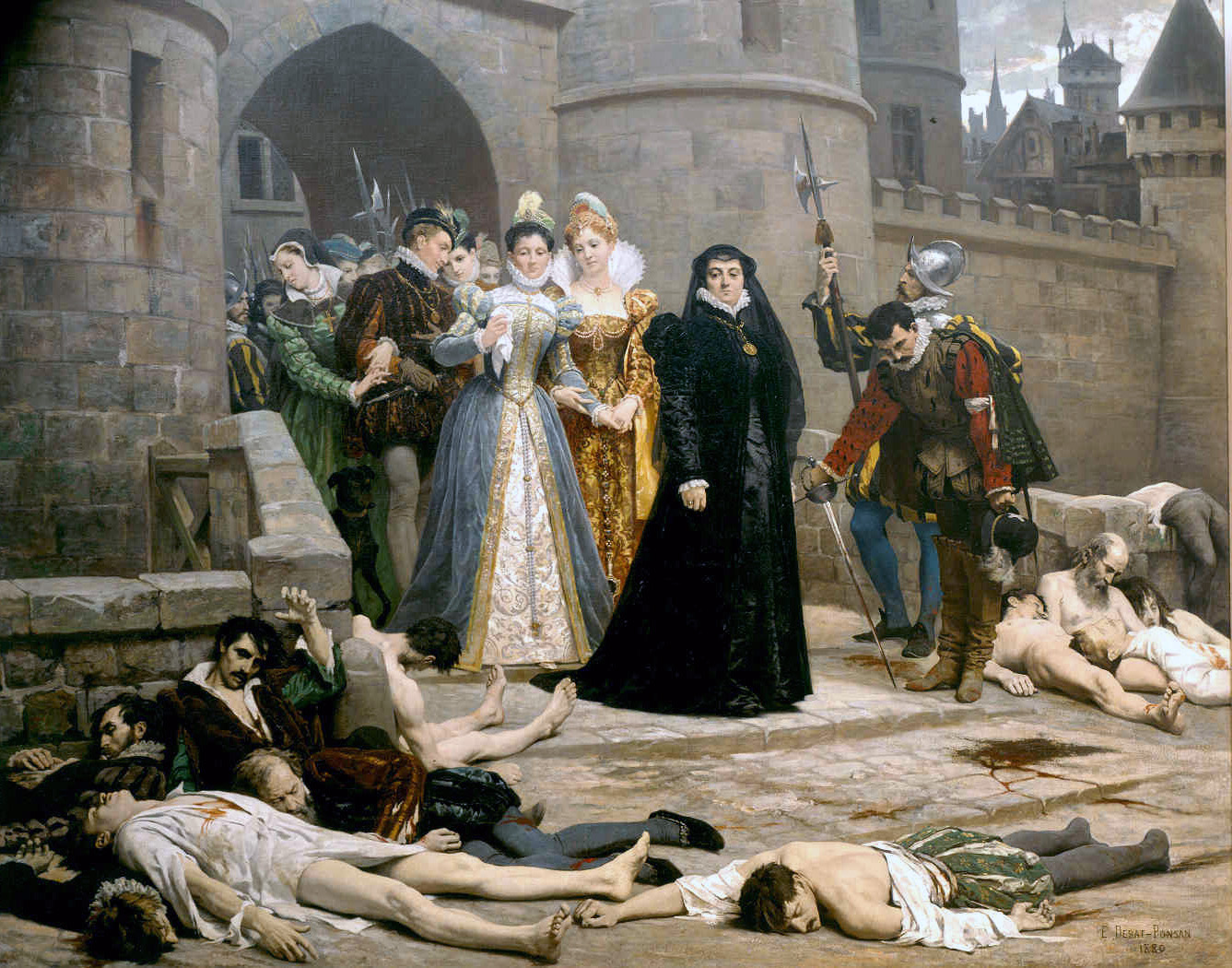

Катерина провела таємну нараду щодо акції «побиття» гугенотів. У ній, окрім герцога Анжуйського, брали участь Невер, Гонді, Біраг — її італійські наперсники, в надійності яких вона була впевнена. Також долучили маршала Таванна та Гізів. Оскільки прогнозувалося багато жертв, довелось заручитися згодою короля. Для цього вона направила до короля графа де Рец, Альберта де Гонді, який щойно був присутній на таємній нараді. Він сповістив королю, що до замаху на Коліньї причетна королева-мати і герцог Анжуйський. Пізно вночі до королівського палацу було запрошено двох головних чиновників магістратури — Клода Марселя і купецького старшину Ле Шарро. Їм було сказано про нібито існуючий протестантський заколот, та наказано зачинити ворота, човнами перегородити Сену, озброїти містян і підготувати гармати для захисту міської ратуші. Різня почалася на світанку 24 серпня 1572 року в неділю в день Святого Варфоломія. Дзвони з вартової башти Будинку Правосуддя мали сповістити про початок побиття. Але дзвін Сен-Жермен-Л'Осера, що бив набат, випередив його. Спершу були вбиті дворяни, що були у Луврі. Тільки принців крові, Генріха Наваррського та його кузена Генріха Конде заарештували й зачинили в королівських апартаментах. Вже о п'ятій ранку страти дворян, санкціоновані королем та Катериною Медічі закінчилися, всього було вбито близько 200 дворян. Але саме в цей час, оскаженілий від крові натовп, вийшов з-під контролю, таким чином перетворивши «поліцейську» операцію в жахливу різню. Вона тривала три доби, а потім поширилася по всій Франції. Королівська сім'я, не маючи змоги зупинити цю криваву вакханалію, зачинилася в палаці. Король у цей час намагався своїми наказами прево та старшинам припинити звірства. Не дуже розбираючись у релігійних вподобаннях своїх жертв, натовп, у якому змішались ополченці, солдати охорони короля, фанатики та волоцюги, кидався в лавки та заможні будинки. Солдати герцога Анжуйського — вісімсот вершників і тисяча піхотинців, в обов'язок яких входило підтримання правопорядку, відзначились у пограбуванні ювелірних крамниць, деякі з них потім скажуть, що робили це за згоди свого командира, великого пошановувача коштовностей.
Король, нажаханий масштабами різні, спочатку намагався перекласти всю відповідальність на Гізів. Він навіть підготував відповідні листи послам, в яких пояснював все, що відбувалось, протистоянням Гізів та Шатільйонів. Та Генріх Гіз теж не хотів одноосібно нести відповідальність за те, що відбувалось. Тоді 26 серпня Карл IX змушений був провести в парламенті засідання. Там він заявив, що Гіз діяв за його наказом, не з релігійних мотивів, а задля того, аби попередити заколот Коліньї. Він вимагав від парламенту почати судовий процес проти посібників адмірала. 27 серпня королівським листом намісникам у провінціях наказується слідкувати за тим, щоб «не було ніяких хвилювань з-поміж жителів, і не відбувалось убивств». Та вже було пізно. Почався «сезон Варфоломіївської ночі». Спочатку відбулася різня в Ла Шаріте, Мо, Бурже, Орлеані, Анжері, Сомюрі, Труа та Руані. Після невеликої перерви прийшла черга півдня: 3 жовтня — Бордо, 4-го — Тулуза та Гайяк, 5-го — Альбі. Всього, по всьому королівству загинуло від 20 до 30 тисяч людей.
Катерина врешті повернула собі повну владу над королем. Крім того, побиття гугенотів в очах Європи зробило її поборницею католицтва. Папа Григорій XIII (ініціатор введення нового календаря, що й дотепер носить його ім'я) виказав свою абсолютну підтримку різні протестантів та розпорядився співати гімн «Te Deum» («Тебе, Господь, славимо»). Також він повелів викарбувати пам'ятну медаль роботи відомого скульптора Вазарі і надіслав Катерині вітання. Не залишився осторонь і Філіп II, що разом з вітаннями надіслав їй в подарунок — чудового арабського скакуна. Та все ж, щоб уникнути непотрібної напруги у відносинах з сусідами-протестантами (у першу чергу з Єлизаветою Англійською), Катерина воліла ці події інтерпретувати як придушення заколоту, безвідносно до релігійних переконань заколотників. Коліньї загинув, король Наваррський та принц Конде виявилися бранцями в Луврі, їх змусили перейти в католицьку віру, та все ж багатьом очільникам гугенотів вдалося вислизнути. Більше того, чимало католиків з числа поміркованих під враженням від цих подій перейшли у протестантизм. Гугенотська партія, переживши нанесений їй жорстокий удар, знову зібралась на силі, надихнувшись ненавистю до підступного супротивника. Репутація ж католицької партії зазнала непоправних втрат. Маршал Таванн якось зазначив: «Справу зроблено, небезпеку усунуто, але пролита кров продовжує бентежити сумління».
Протестанти всього королівства почали поспіхом збиратися в міста, що їм належали, щоб дати відсіч. Монтобан, Нім, Обена, Прив, Сансер, Ангулем та Ла-Рошель підготувались до облоги. Асамблея п'ятдесяти п'яти пасторів направила урочистий заклик Єлизаветі Англійській, благаючи її прийти  на допомогу своїм підданим в Гієні — «провінції, що належала їй споконвіку». Розпочалася четверта релігійна війна, яка здебільшого звелась до облоги Ла-Рошеля. Близько восьми місяців Генріх Анжуйський вів цю безуспішну облогу, допоки з Польщі не прийшла звістка про обрання його королем Речі Посполитої (дали плоди зусилля королеви-матері, що регулярно відправляла посольства до Кракова та відверто підкуповувала членів Сейму). Тепер вже було не до облоги, тому поспішили підписати мирну угоду. Ла-Рошельська мирна угода, підписана 24 червня 1573 року, надавала гугенотам свободу совісті і право відправлення протестантського культу в Ла-Рошелі, Німі і Монтобані. Крім цього їм було повернуто конфісковане майно, посади та привілеї.
22 серпня під час святкувань з приводу прибуття польського посольства Карл IX, який себе вже дуже погано почував, підписав указ, згідно якого призначав Генріха своїм наступником, а матір — регентшею на час, поки новоспечений король Речі Посполитої не прибуде до Франції та не увійде у свої права. Тим часом урочистості розтяглись на цілий місяць. Генріх не надто поспішав з від'їздом, тому Карл пригрозив молодшому братові: «Якщо ви не виїдете самостійно, я накажу вас відпровадити силою!». Знаючи характер короля, Генріх невідкладно вирушив у путь. До німецького кордону його супроводжував увесь двір. На прощання Катерина сказала улюбленому синові: «Відправляйтесь, сину мій, ви недовго будете відсутні». Вона розуміла, що Карлу IX недовго залишилося бути на цьому світі.

## Заколот герцога Алансонського. П'ята релігійна війна
Коли Катерина повернулася до Парижу виявилось, що назріває новий заколот. Цього разу його очільником був менший син — Франсуа Алансонський. Цей вісімнадцятирічний принц, у якого за словами матері «в голові були тільки війни і бурі», вимагав для себе посади головнокомандувача всіма арміями, що звільнилася після від'їзду Анжу. Та Карл IX не збирався надавати такі великі повноваження меншому братові. Катерина цілком підтримувала короля в цьому.

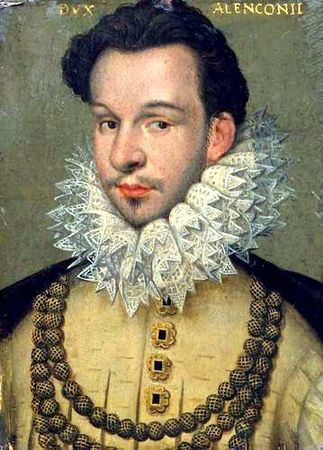
Франсуа Алансонський

 Тоді Алансон змовився з Генріхом Наваррським та принцом Генріха Конде, що знаходилися при дворі на правах заручників, також з чотирма синами Монморансі та їх племінником віконтом де Тюреном. Заручившись такою підтримкою, Франсуа вважав, що йому стане сил політично тиснути на короля. Він також вирішив, що у разі, якщо це не вплине на Карла, то він вирушить до Седану та очолить там військо гугенотів. Франсуа пам'ятав недавню авантюру Коліньї і також хотів з військом виступити до Нідерландів та отримати там одне з князівств Фландрії. Але Генріх Наваррський розповів про ці плани своїй дружині — Маргариті, а та доповіла про все матері. Катерина неабияк захвилювалася, адже вона розуміла, що на меті Алансона було оволодіння короною Франції, що вже майже вислизала з рук помираючого короля. Сама ж Катерина знаходилася на шляху меншого сина, адже плекала надію передати корону своєму улюбленцю — Генріху, що був зараз далеко. Катерина завадила втечі Франсуа та Генріха Наваррського. Алансону врешті таки надали посади голови Королівської Ради і головнокомандувача всіма арміями, але не поступилися в питанні престолонаслідування. Тоді бунтівниками було розроблено новий план. У ніч перед початком Великого посту 24 лютого 1574 року було вирішено організувати загальний заколот на чолі з фаворитом герцога Алансонського — де Ла Молем. Планувалося увірватися до Сен-Жерменського замку, де в цей час знаходився хворий Карл IX, заарештувати його, Катерину, та їх оточення і примусити призначити Франсуа Алансонського генеральним намісником королівства, з подальшим правом успадкувати Корону. У разі спротиву було вирішено діяти жорстко аж до вбивства короля та матері. Однак і в цей раз Маргарита видала заколотників Катерині. Цього разу вона отримала інформацію безпосередньо від Ла Моля, що був її коханцем. Катерина вжила термінових заходів, аби уникнути здійснення заколоту. Вона наказала перевезти Двір до Лувру. В своїй кареті везла Франсуа та Генріха, щоб уникнути несподіванок. Молоді заколотники були так нажахані, що стали скидати всю провину один на одного. Врешті, не маючи можливості покарати Франсуа та Генріха, було вирішено всю повноту відповідальності покласти на Ла Моля та Кокона — фаворитів Алансона. Їх стратили, Косе та Монморансі опинилися в Бастилії. Крім того до рук Катерини потрапив Монтгомері, що висадився в Нормандії з військом та поспішав на допомогу заколотникам. Нарешті Катерина помстилася вбивці свого коханого чоловіка — його було четвертовано в Парижі. У цей час король Франції повільно помирав. Коли Катерина прийшла до нього аби повідомити йому про те, що схоплено убивцю батька, він відповів: «Усі людські справи для мене вже ніщо!» За деякий час, 30 травня 1574 року він помер у 23 роки. Перед смертю він підписав ордонанс, яким надав регентство матері, як мовилось в цьому документі, на прохання герцога Алансонського, короля Наваррського та інших принців і перів Франції.
Катерина терміново одного за другим відправила двох посильних до Речі Посполитої з проханням до Генріха якомога швидше повертатися додому. Нарешті її улюбленець мав отримати корону Франції. Крім цього вона плекала надію, що він також збереже за собою й корону Речі Посполитої. У своїх листах вона надавала поради щодо цього. Той не забарився з від'їздом. Фактично це була втеча з погонею. Щоправда втеча ледь не зазнала краху, адже гетьман Тенщинський мало не наздогнав утікача на кордоні. Втім, за іншою версією, гетьман таки наздогнав короля, але отримав щедрі відступні у вигляді дорогоцінних каменів і тому відпустив. У Відні Максиміліан II влаштував Генріху чудовий прийом, плекаючи надію, що той одружиться з його молодшою дочкою, тепер удовою Карла IX Єлизаветою Австрійською. Потім Генріх, аби оминути протестантські німецькі князівства, прибув до Венеції. Там йому влаштували не менш грандіозний прийом. Генріх затримався тут на два місяці, аж поки Катерина не вжила додаткових заходів, аби прискорити новоспеченого короля вступити в свої права.
Хоча Анжу та Наварра було ізольовано, в королівстві все ж назрівав черговий бунт. Його ініціаторами були все ті ж «політики», партія поміркованих дворян і буржуа, для яких питання віри не було головним. В цілому вони були зацікавлені у спокійному розвиткові держави і примиренні католиків з гугенотами. Принц Генріха Конде, якому вдалося втекти, підігрівав цей заколот з-за кордону, обіцяючи гроші і підмогу з німецьких князівств. Катерина вдалася до своєї улюбленої практики замирення назріваючого бунту. Когось підкуповуючи грошима або посадами, когось «знешкоджуючи» за допомогою свого «летючого ескадрону». Вона розуміла, що замирення тимчасове, тому усіляко спонукала Генріха повернутися якомога швидше. Їхня зустріч відбулась у Ліоні. За свідченням іспанського посла вони обійнялись зі сльозами на очах і проговорили цілу годину. Генріх ніби то вигукнув: «Мадам, дорога моя мати, що дарувала мені життя, тепер же я вам зобов'язаний своєю свободою і короною!» В довершення сцени зустрічі він, ставши на коліна, цілував їй руки.
Катерина завжди була в захваті від свого улюбленого сина, підкреслюючи його чесноти і не зважала на недоліки. Справді, Генріх вирізнявся з усіх її дітей розумом, політичним хистом, волею та проникливістю. Катерина якось казала: «Він може все, варто тільки йому того захотіти». Але вся біда була в тому, що він хотів то одного, то іншого, стрімко переходячи від захоплення до захоплення. Ситуація погіршала після його повернення з Венеції. Тепер він мав шалену пристрасть до нарядів, прикрас та пишних балів, на яких міг з'явитися у жіночому вбранні з віялом. Ще з дитинства у нього спостерігалась прихильність до вузьких камзолів, жіночого вбрання, намиста, сережок, використання пудри та помади, але після повернення з Венеції ця пристрасть набула таких форм, яких Двір не міг ігнорувати та замовчувати. В усьому іншому він був звичайним принцом, з притаманними принцам інтересами: полювання, бенкети та любовні інтриги з жінками. Він оточив себе «мінйонами» — фаворитами, які наслідували йому у деяких дивацтвах, але в цілому були молодою елітою Франції. Серед них були талановиті вояки та адміністратори такі як Вількйо, дю Гаст, Келюс, д'Епернон, д'Арк, Можирон. Та все ж у житті Генріха було й палке кохання — Марія Клевська, дружина принца Конде, що стала його коханкою. Повернувшись до Франції, він, було задумав розлучити її з принцом-утікачем аби одружитись. Це мав би бути грандіозний скандал. Та Марія раптово померла при пологах. Горю Генріха не було краю. Тепер він вдався до містицизму. Вдягався у вбрання чорного кольору інкрустоване черепами. Або у лахмітті очолював покаянну ходу містом, у якій брали участь і придворні, що ледь встигали за різкою зміною його забаганок. Після однієї з таких процесій кардинал Лотаринзький захворів та помер.

13 лютого 1574 року в Реймсі відбулась коронація Генріха III. А за кілька діб — пишне весілля з Луїзою де Водемон, яка зовні була неймовірно схожа на покійну Марію Клевську. Спершу Катерина була проти цього шлюбу, адже мала на меті інші, більш вигідні партії. Наприклад — дочку шведського короля, переговори з яким дали змогу ще на якийсь час формально утримувати корону Речі Посполитої. Крім того вона не хотіла аби знову на перші ролі в королівстві повернувся могутній клан Гізів, адже Луїза була представницею молодшої гілки цього клану. Та врешті, як завжди, вона поступилась бажанням Генріха і навіть удала, що це саме вона влаштувала цей шлюб.

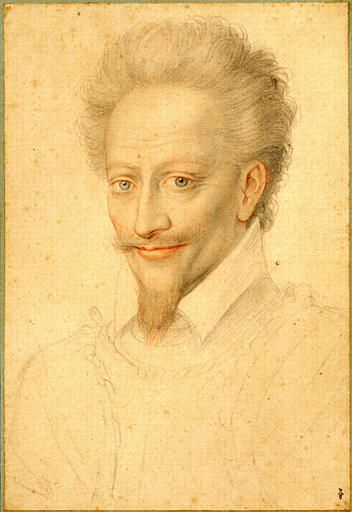
Генріх Конде

Також Катерину дуже засмучувало вкрай погані відносини між її дітьми. Генріх вважав, що Франсуа і Маргарита чинили супротив його сходженню на престол. Це вилилося в чисельні дуелі між фаворитами братів, розповсюдженні чуток та інтриги. Врешті це призвело до об'єднання Алансона, Наварра і Маргарити. Остання допомогла Алансону втекти 15 вересня 1575 року. Він дістався до своїх володінь у Друе, де його не могли дістати. Катерина одразу відчула небезпеку, адже бунт, що визрівав, тепер міг отримати формального очільника — дофіна, принца крові. Конде в цей час уклав угоду з Яном-Казиміром, сином курфюрста Пфальца, котрий обіцяв привести до Франції 16000 німецьких і швейцарських рейтар. Конде ж брав на себе забезпечення цього війська, та виплату боргів гугенотів за кампанію 1568 року. Катерина терміново вирушила до Шамбору, де 29-30 вересня провела перемовини з Франсуа Алансонським. Вони домовилися про повернення гугенотам безпечних фортець і звільнення племінників Монморансі, що і було виконано 2 жовтня. Та вже було пізно. Авангард рейтар під проводом Торе Монморансі вже перетнув Маас. 10 жовтня в Дормансі відбулась битва з військом Гіза. Рейтари зазнали поразки, а Генріх Гіз отримав поранення обличчя. Відтепер він, як і його батько, отримав прізвисько «Мічений». Врешті Катерина уклала з молодшим сином угоду про перемир'я. Воно мало тривати протягом семи місяців, починаючи з 21 листопада 1575 року. Згідно з ним герцог Алансонський отримав як безпечні для гугенотів міста: Ангулем, Ніор, Сомюр та Ла Шаріте. Конде отримував Мез'єр. Відтепер протестантам дозволялось вільно проводити богослужіння в усіх їхніх містах, а також ще в двох містах кожної провінції Франції. Рейтари отримували 500 тисяч ліврів, та мали залишити королівство. Але відмова короля виконувати частину вимог договору призвела до загострення ситуації. 9 січня Алансон повідомив Парламент про намір відновити наступ на Париж. 9 лютого 1576 року Конде і Казимір з армією знову перейшли Маас. Катерина доклала надзусиль аби вкотре поновити мир. Врешті 6 травня 1576 року було підписано договір, що іменується «Миром Монсеньйора», адже насамперед він був вигідний саме партії брата короля. Під час цих подій з-під варти втік Генріх Наваррський, який закріпився у своїй вотчині. Король ледь не заарештував Маргариту, яку підозрював у змові з чоловіком, та допомозі тому втекти. Також в цей період вперше заявила про себе так звана «Католицька Ліга». Яка представляла інтереси роялістів, що вважали політику Катерини щодо гугенотів дуже поступливою. Саме через те, що вони відмовлялись передавати протестантам міста і було порушено перемир'я. Надалі вони, очолювані Гізами, проявлять себе потужною силою, та будуть не меншою загрозою для династії Валуа аніж гугеноти. Врешті після підписання «Миру Монсеньйора» Генріх III вніс розкол у блок гугенотів і «політиків» а також посіяв недовіру в стан самих гугенотів, адже ті тепер з підозрою ставились до герцога Алансонського.

## Католицька ліга. Шоста релігійна війна
Більшість населення Франції було католиками. Тому реакцією на постійні війни, що їх ініціюють гугеноти, та поступки їм королівської влади, стало створення «Католицької Ліги». Очолювали її Гізи. Генріх Гіз, після перемоги при Дормані був дуже популярний в народі. Кістяк Ліги складали непримиренні католики, та все ж туди залучались і помірковані «політики» і навіть гугеноти. Лігістами була заявлена мета — захист законів і традиційної релігії Французького королівства. Вступаючи до Ліги, як в духовний орден, складали присягу. Особливим впливом Ліга користувалась в Парижі, де її очолював президент Паризького парламенту.

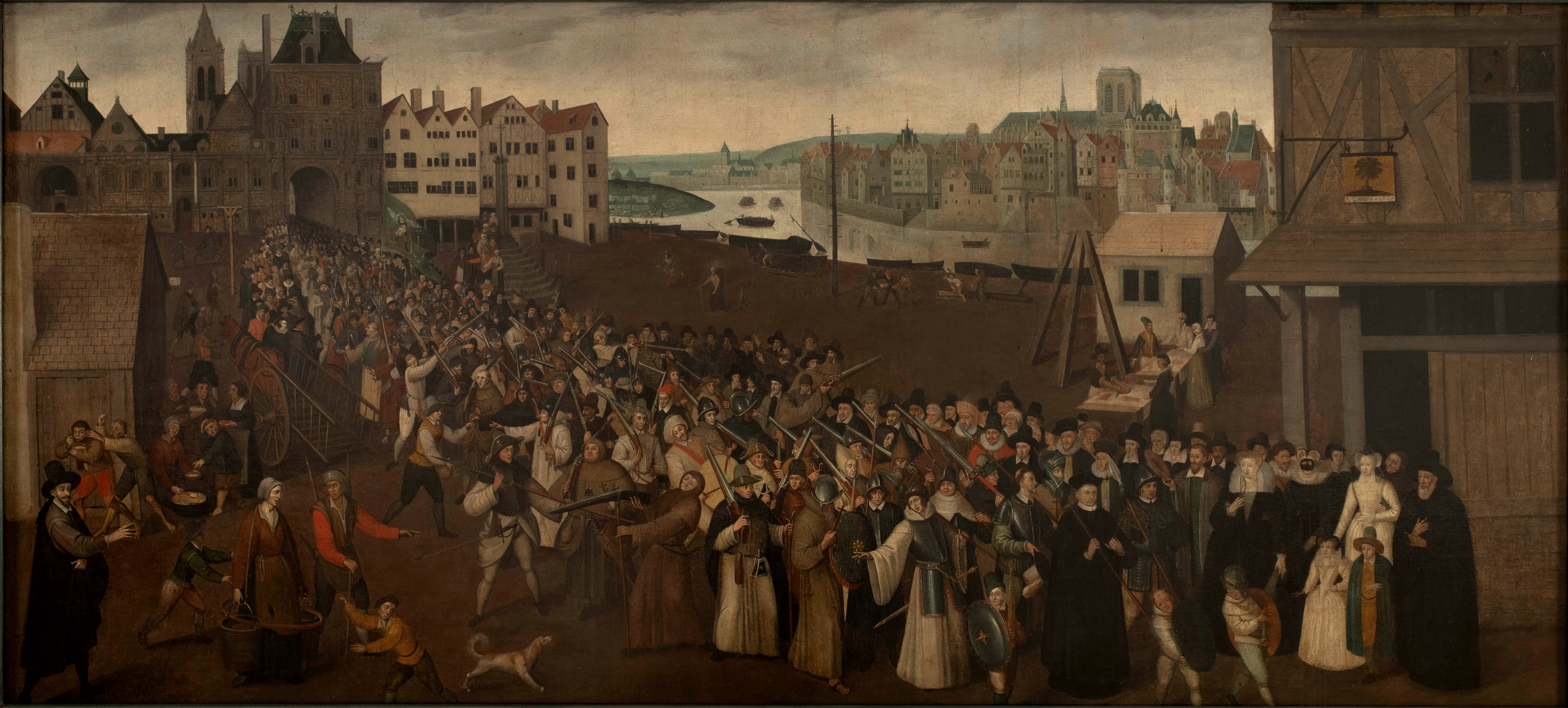
Хода Католицької Ліги в Парижі

Катерина чітко усвідомлювала наскільки великою загрозою тепер був Гіз на чолі Ліги. Тому вона запропонувала Генріху III контрдії. Дослухавшись порад матері, король проголосив себе головою Ліги, тим самим витиснувши Міченого на другий план. Аби підсилити свій авторитет Генріх скликав Генеральні штати, перше засідання яких розпочалось 6 грудня 1576 року в Блуа. На відкритті король виголосив чудову промову, закликаючи до примирення і єдності. Та врешті отримав зворотний результат. Позаяк переважну більшість делегатів складали непримиренні католики, було проголосовано ряд законів, що придушували протестантизм у Франції. Що, власне, і спровокувало чергову, уже шосту, релігійну війну. Вона тривала протягом кількох місяців у 1577 році. Військові дії відбувались, головним чином, у Сентонжі та Лангедоці. Гугенотський флот було розгромлено біля Ла-Рошелі. Тепер основна твердиня протестантів була в осаді, яку навряд чи витримала б, якби Генріх III, не бажаючи повного розгрому супротивників, не поспішив би замиритися. Бержеракська мирна угода, що була підписана 17 вересня 1577 року з Генріхом Наваррським називалась також «Миром Короля». І хоча угода відзначалась зваженим державницьким підходом до чутливих соціальних питань, все ж вона викликала загальне невдоволення. Лігісти закидали королю, що він поспішив підписати угоду, аби чимскоріш повернутися до мінйонів і кімнатних собачок. Протестанти докоряли Генріху Наваррському за те що він зробив католикам суттєві поступки, аби отримати певні гарантії особисто для себе. Катерина ж була задоволена тим, що хоч і крихкий але все ж таки мир взяв гору.

## Сьома релігійна війна

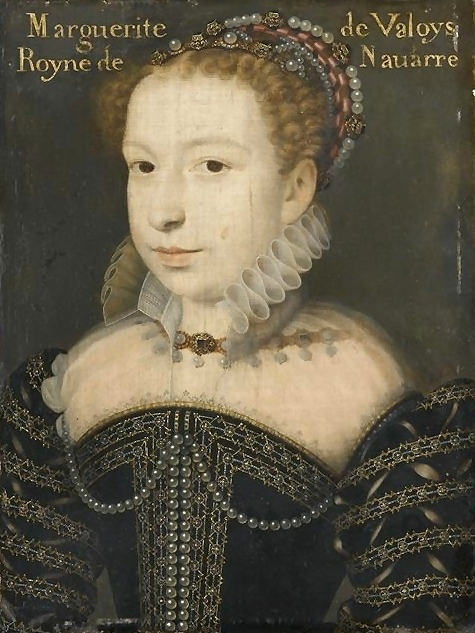
Маргарита Валуа

Початок 1578 року приніс Катерині занепокоєння відносинами своїх дітей. Й без того вони були непростими, адже Генріх не забував, що Анжу і Маргарита мали намір перехопити його корону, поки він не повернувся з Польщі. Тепер же це протистояння переросло в постійні сутички між мінйонами короля та Монсеньйора. Ба більше того. На одному з балів фаворити короля вже відкрито принижували  герцога Франсуа Анжуйського (він раніше успадкував у свого брата-короля цей титул). Врешті це призвело до того, що він, за допомогою сестри втік з королівського палацу та сховався у своїй вотчині — Анжері. Катерина дуже цим занепокоїлася та знову вирушила услід за меншим сином, аби той не накоїв лиха. Той запевнив матір, що не має намірів порушувати спокій у країні. Але саме в цей час він виношував плани щодо отримання корони в інших місцях. Наразі в Нідерландах південні католицькі провінції уклали угоду з північними кальвіністськими Голландією та Зеландією, та долучилися до спільного протистояння загарбникам — Іспанії. Вільгельм Оранський, провідник північних провінцій, запропонував відвоювати корону Нідерландів Франсуа. Той згодом відправив до Брюсселя свого канцлера, аби домогтися від Генеральних штатів Нідерландів відповідної декларації. Звичайно все це дуже гнівило Генріха III, адже фактично Монсенйор збирався оголосити війну країні з якою Франція знаходилася в мирних стосунках. Врешті Катерині знову довелося вирушити у подорож, аби переконувати молодшого сина відмовитись від цієї авантюри, адже ніяких гарантій отримання ним корони не було. Той спершу заспокоював її, але згодом надіслав до Парижу ультиматум, що відмовиться від фландрської авантюри тільки за умови отримання посади головного королівського намісника. Не дочекавшись відповіді, він з 20 тисячним військом 11 липня 1578 року увійшов у Монс. Франція офіційно відреклася від цих дій. На міжнародній арені це виглядало таким чином, що непокірні королю Франції гугеноти вирішили прийти на допомогу своїм братам по вірі. Насправді ж Генріх таємно допомагав Франсуа грошима, аби авантюра тривала якомога довше, знявши таким чином напругу в середині королівства.
Тим часом Катерина вирішила зіграти роль великої примирительниці, яку вона вже грала під час великої подорожі Францією з Карлом IX у 1564 році. Вона домоглась від короля дозволу, аби супроводити Маргариту Наваррську до її чоловіка, котрий вимагав її приїзду, не тому що кохав ту, а з точки зору честі. Насправді, під цим приводом, королева у супроводі досить поважного дипломатичного кортежу намагалась запобігти розв'язанню чергової релігійної війни. Справа в тім, що умови чинної на той час мирної угоди не влаштовували багатьох з обох ворогуючих партій. Тому знадобилось докласти титанічні зусилля, аби задовольнити усі сторони, та примусити їх підкорятись королівській владі. Врешті 28 лютого 1579 року було підписано Неракську конвенцію, згідно якої гугенотам надавалось дев'ятнадцять безпечних міст строком на півроку. Після Нераку вона перемістилась до іншої провінції — Лангедоку, де також чекали її монарших рішень прихильники різних партій. Її присутність і безупинна діяльність сприяли відродженню віри у правосуддя королівської влади. Після цього її чекав Прованс та Дофіне. Врешті подорож тривала більше року. У дорозі Катерина відзначила своє 60-річчя. Це була більш скромна подорож ніж попередня. Генріх III виділяв їй невеликі кошти на поїздку. Тому іноді процесія мала зупинятися в звичайних готелях, або навіть розбиваючи наметове містечко. Подорож далась Катерині важко також й фізично. Тому вона з великою шаною приймала вітання короля, що виїхав її зустрічати до Орлеану. Також жителі Парижу влаштували їй 14 листопада 1579 року урочистий прийом, зустрічаючи її ще на підступах до міста. Адже вона без значних фінансових витрат, без застосування зброї, лише кропіткою дипломатичною та політичною працею домоглася утвердження миру в країні.
Попри докладені зусилля, за півроку спалахнув новий конфлікт. Як і можна було передбачити, по завершені піврічного терміну гугеноти не захотіли повертати безпечні міста. 14 квітня 1580 року вони оприлюднили маніфест у якому повідомили про відмову дотримуватися умов Неракської конвенції. 20 квітня Генріх Наваррський також надіслав королю листа в якому повідомляв про відмову від підписаного ним договору. Почалась VII релігійна війна, що в історію ввійшла під назвою «Війною закоханих». Справа в тім, що до Двору дійшли чутки про чергову любовну авантюру Маргарити. Цього разу її обранцем став наближений до Наварра лейтенант його гвардії Анрі де ла Тур, віконт де Тюренн. Й без того схильний до перемивання кісточок своїх суперників Генріх III тепер публічно висміював Генріха Наваррського. Тому війна, що була розв'язана Наварром виявилась чимось на кшталт дуелі між принцом крові та королем. Катерина примусила Маргариту втрутитись, аби «виправити свою помилку», яку вона вважала дуже серйозною. Та Генріх Наваррський був непохитним у своєму рішенні.
4 травня 1580 року король врешті призначив герцога Анжуйського головним королівським намісником, але без права командування арміями. 20 травня маршал де Матінйон вибив спільника Наварра принца Конде з Ла Фера. Принц був вимушений тікати до Англії. У цей час маршал де Бірон в Гасконі, відбивши у Генріха Наваррського Каор, переслідував того у Гієні. Влітку герцог де Майенн вів успішні дії проти гугенотів в Дофіне, отримавши кілька перемог. Врешті Катерина вирішила, що настав зручний момент для початку перемовин. Та в цей час Париж спіткала низка епідемій та нещасть. Від невідомої до того хвороби занедужала вся королівська родина. Після цього столицю охопила епідемія чуми. Тому до підписання мирної угоди повернулись восени, коли домінування королівських сил вже не було таким очевидним. Підписання відбулось 26 листопада 1580 року у Фле. Згідно статей нової угоди гугеноти залишали за собою безпечні міста протягом шести років, також обіцялось повернення їм конфіскованого майна, титулів та посад. Катерина була задоволена не тільки тим, що було врешті встановлено мир у країні, а також й мир у сім'ї. Офіційно Генріх Наваррськи примирився з Маргаритою і головне — молодший син Франсуа, проявив себе державником на посаді намісника, беручи активну участь в мирних перемовинах бувши представником свого брата — короля. Вона мала надію, що тепер він візьметься за розум. Та надії матері виявилися марними. Скориставшись хворобою короля, той таки організував експедицію до Нідерландів. У цей час почалось повстання в Камбре проти іспанського гніту. Жителі міста звернулись по допомогу до людини, яка мала намір свого часу очолити цей рух. Тому Франсуа вважав справою честі прийти на допомогу заколотникам. На всі вмовляння матері та радників Корони він не зважав. Врешті його армія перетнула кордон, деблокувала Камбре та захопила ще декілька міст. Але врешті, все ж отримала поразку від іспанської армії. Герцог Анжуйський повернувся до Франції. Тоді Катерина задумала одружити його. З цього приводу велися перемовини з королевою Англії Єлизаветою, що була на чверть століття старшою його. Задля прискорення прийняття нею рішення на свою користь Анжу вирушив до Альбіону. Єлизавета спершу навіть дала згоду на шлюб, поступившись перед його натиском. Та поволі оговтавшись почала затягувати процес перемовин, посилаючись на те, що треба узгодити всі релігійні розбіжності, аби вони не завадили проведенню обряду весілля. На її щастя події, що в цей час відбувались на материку, вимагали втручання Анжу. У Нідерландах відновились активні бойові дії, тому вона допомогла йому у комплектуванні армії, надала субсидію у 100 тисяч екю, спорядила флот, та відправила подалі. Щоправда наказала підписувати листи до неї: «Королеві Англії та моїй нареченій». Як кажуть свідки цих подій, вона спровадивши набридлого їй нареченого танцювала від щастя, адже змогла його позбутись без гучного політичного скандалу. 19 лютого 1582 року Франсуа висадився в Нідерландах. З пишною свитою, до якої входив принц Оранський, він утвердився в Антверпені, як герцог Брабантський. У березні 1582 року його було визнано Генеральними штатами Нідерландів королем. Тоді Катерина, зрозумівши, що шлюбу з Єлизаветою Англійською не буде, почала перемовини з королем Іспанії Філіпом II про одруження Франсуа з однією з інфант іспанської Корони, з тим, аби той у придане нареченій надав корону Нідерландів. Філіп визнав таку пропозицію принаймні екстравагантною. Звичайно для могутнього монарха визнання таким чином втрати своїх володінь було неприпустимо. Тоді, аби відволікти сили Іспанії від Нідерландів, Катерина спонукала Генріха III до відправлення експедиції до Азорських островів. До цього архіпелаг належав Португалії. Позаяк напередодні цих подій Іспанія захопила Португалію, приналежність островів могла бути переглянута, адже іспанці там ще не встигли закріпилися. Та ця експедиція зазнала краху. Спочатку успішна кампанія, адже французам вдалося захопити декілька островів, вона провалилась, коли герой битви при Лепанто адмірал де Санта Крус привів на Азори ескадру з 28 великих військових кораблів. Відбулось нерівне протистояння з флотом французів, яким командували сухопутні генерали. Врешті іспанці стратили всіх, хто вижив у тій битві «як ворогів суспільного миру, порушників торгівлі та заколотників», тобто як піратів. Адже при них не було жодного наказу французького короля, що дозволяв експедицію. Після цієї поразки Генріх III впав у меланхолію, що поступово переходила у депресію. Оточення навіть переймалось тим, аби він не наклав на себе руки. Катерину ж цей інцидент хоч і страшенно розлютив, адже командував експедицією її внучатий племінник Феліппе Строцці, але примусив її зібратися аби взяти реванш у іспанців на суходолі. Поки Генріх усунувся від влади, вона усунувши від керма країною мінйонів, надала військову допомогу Франсуа. До Нідерландів було направлено значну армію під командуванням маршала де Бірона. Та згодом недолуга поведінка самого герцога Брабантського Франсуа до своїх нових підлеглих призвела до повної втрати довіри до нього. Ще й активно долучалися іспанські шпигуни. Врешті герцогу довелося повертатися на батьківщину. Знеславлений та знесилений він до того ж важко захворів, тому приїхав доживати свого віку у своєму наділі. Генріх напрочуд тепло його зустрів, і коли Франсуа за два роки помер, влаштував йому пишні похорони. А поки що Катерину дуже турбувало протистояння короля та Маргарити. Брат та сестра, що вже давно мали напружені стосунки, тепер відверто ворогували. В цей час Марго жила при дворі та мала чергову любовну інтригу. Цього разу з красенем Арлеєм де Шанваллоном, в якого вона закохалась до безтями. Подейкували навіть про вагітність Маргарити. Це дуже принижувало короля тому він дозволив собі дуже грубо втрутитися в приватне життя сестри. Були і переслідування її кортежу і принизливі обшуки її багажу у пошуках дитини. Власне назрівав грандіозний скандал. Катерина вже запізно дізналась про ці події, тому не змогла вчасно їх упередити. Тепер же Генріх Наваррський вимагав доказів її ганебної поведінки або сатисфакції з публічним вибаченням короля. Він погрожував розвестися з нею, якщо Генріх III публічно не визнає своєї помилки. Король же уникав прямої відповіді, доручивши матері вирішувати це делікатне питання. Вона відправила Бельвера разом з маршалом Матінйоном до Гасконі, аби все залагодити на місці. Перемовини щодо відновлення сімейного миру тривали з жовтня 1582 по січень 1583 року. Катерина в цей час написала безліч листів їх учасникам. Генріх Наваррський зображав гнів, удавав, що готується до війни, відправляв посильних просити помочі Англію та німецькі князівства, начебто з метою убезпечити себе захопив Мон-де-Марсан, вимагав відвести королівські війська з околиць цього міста, власне він політично повною мірою скористався даною ситуацією. Врешті ця виснажлива війна нервів, що її довелося пережити Катерині завершилася на користь короля Наварри, який отримав значну компенсацію. Він офіційно вибачив дружину. Їхня зустріч відбулась 13 квітня 1584 року в Пор-Сен-Марі.
10 червня 1584 року помер Франсуа Анжуйський. Згідно його заповіту захоплене ним раніше Камбрзі дісталося королю. Генріх III, злякавшись важких політичних наслідків, тут же передав його у приватне володіння матері. Не гаючи ні хвилини та написала маніфест мешканцям Камбре, в якому мовилось про її намір «володарювати ними, зберігши їх життя, майно та права». Звісно, васал іспанської Корони герцог Пармський обурився, він вимагав повернення Камбрезі. Та Катерина дипломатично заявила, що «вважала вчинком, вартим м'якосердої королеви, виказати заступництво та прийняти мешканців Камбре, засмучених втратою нашого сина що вважають, що вони втратили усіляку підтримку й тепер більш вразливі для будь-якого нападу, ніж раніше». Так королева-матір змогла більш вишукано, ніж покійний герцог Анжуйський, захистити завойовані у боротьбі проти іспанців позиції. На її жаль герцогство Камбрезі залишилось єдиним надбанням що його досяг її менший, нікчемний син Франсуа. Він, що мітив на щонайменше дві повноцінні корони — Англійську та Португальську, а також на князівство Нідерланди. Від цієї їх мрії залишився лише невеликий уламок.
Але найбільшим її смутком було те, що Корона Франції вислизала з рук династії Валуа. Адже Генріх III не мав дітей. Відтак збувалось давнє пророцтво, що начебто було виказане Нострадамусом під час першої подорожі країною в далекому 1564 році. Той передрікав, що вона побачить усіх своїх синів на троні, але врешті корону успадкує Генріх Наваррський з роду Бурбонів.

## Священна Ліга. Восьма релігійна війна

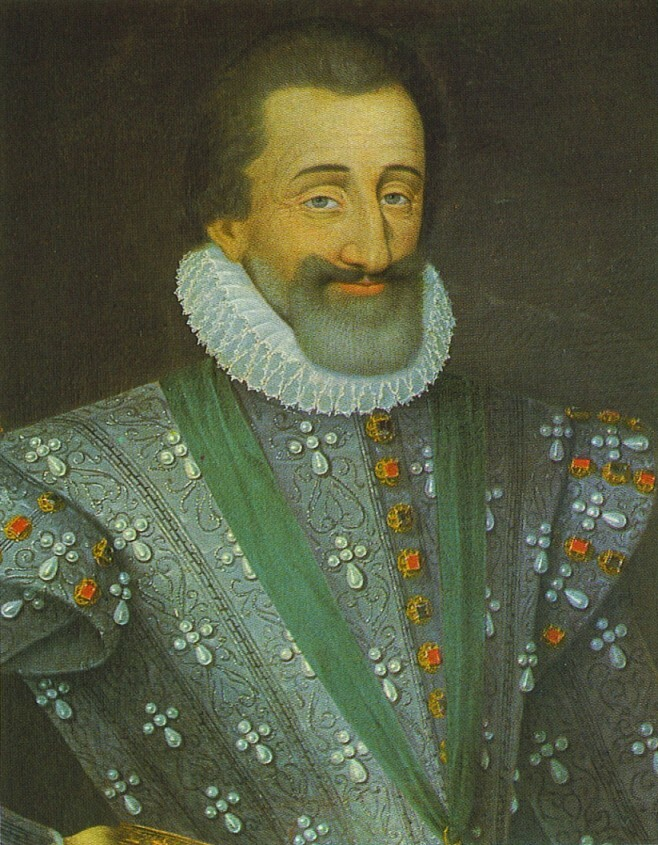
Генріх Наваррський

Після смерті молодшого з Валуа, згідно стародавнього Салічного закону, спадкоємцем Генріха III ставав очільник гугенотської партії Генріх Наваррський. Це дуже збентежило здебільше католицьку Францію. Багато партій та політичних угрупувань побоювались перспективи протестантського реваншу. Тому реакцією стало відновлення «Католицької Ліги», на чолі з Гізами. Вони мали на меті утвердження на престолі свого представника — кардинала Бурбона (дядька Генріха Наваррського), літнього 63-річного чоловіка, слабкого але амбіційного. 31 грудня 1584 року в замку Жуанвіль представниками Ліги було підписано з іспанським послом угоду про координацію дій. Це фактично була державна зрада, адже у всі часи чеканка монет та зовнішньополітичні відносини були прерогативою суверена. Лігісти почали збирати військо. Та все ще була можливість владнати справу миром. Як і завжди, король Генріх III відправив свою матір на ці важкі перемовини. Катерина, страждаючи від нападів ревматизму, вимушена була на ношах вирушати в дорогу, аби знову рятувати королівство. Вона направилась до Шампані в місто Еперпне, як було домовлено з лігістами. Та Генріх Гіз змусив її чекати, не з'явившись на перемовини.
31 березня 1585 року лігісти оприлюднили маніфест, в якому формулювали свої вимоги: недопущення реваншу гугенотів, навернення їх до католицької віри, усунення фаворитів короля від важелів влади та недопущення нових податків. Наприкінці маніфесту було зроблено реверанс у сторону Катерини: «Будемо смиренно прохати королеву-матір нашого короля, нашу поважну повелительницю, без мудрості та обережності якої королівство давно б розвалилось і загинуло, не покинути нас, але вжити весь свій вплив, який вона заслуговувала завдяки своїм трудам та турботам і котре її вороги недостойно у неї вкрали, витиснувши її з оточення короля». Цей жест мало втішав Катерину, яка усе своє життя поклала на благо своїх дітей та онуків. От і зараз вона, хвора, рятувала королівство і трон для свого улюбленця Генріха, який міг, в цей буремний час, опікуватись не справами державними, а інтригами мінйонів, балами та кімнатними собачками.
Врешті, після всіх зволікань, 9 квітня 1585 року, в день Пасхи, відбулась її зустріч з Генріхом Гізом. Та марно Катерина сподівалась на позитивний результат цієї зустрічі. Їй навіть не вдалось домогтися від Міченого принаймні обіцянки сприяти втихомиренню королівства. Гіз вислуховував її аргументи, стиснувши зуби, під кінець видавивши з себе визнання: «Сам я не можу нічого вирішувати». Катерина надала королю детальний звіт про перемовини, закінчивши його досить дивною, як для неї порадою — готуватися до війни.
Напружені та виснажливі перемовини погано позначилися на її здоров'ї. Й без того хвора, вона тепер геть занедужала. Але й знаходячись у ліжку, вона уважно слідкувала за подіями, що відбувались. Та в своїх листах до Генріха III надавала йому корисні поради. Так, за її вказівкою, частина королівської казни, що знаходилася у Реймсі було заздалегідь відправлено до Парижу.
У цей драматичний час додала й Маргарита. Вона, не змігши наладити шлюбні відносини зі своїм чоловіком, тепер фактично оголосила тому війну. Вирушивши у свій уділ Ажан, вона запросила допомоги у Філіпа II, заявивши, що збирається воювати під знаменами Ліги заради викорінення єресі у Французькому королівстві. Ажанська авантюра позбавила її не тільки політичної, а якоюсь мірою і людської гідності. Сестра короля для всіх стала тягарем. Тоді, коли її авантюра зазнала краху, вона звернулась за допомогою до матері. Та Катерина, що наразі опікувалася більш нагальними для королівства питаннями, не дала себе розжалобити. Відтак з осені 1585 року і аж протягом майже 20 років місцем існування для Маргарити Наваррської стане замок Юссон. Хоча все виявилось не настільки страшним для невгамовної Марго: її юссонська епопея, що почалася як кривава драма, незабаром перетворилася на комедію. За місяць бранка звабила свого тюремника, маркіза де Каніяка, і знову її життя завирувало у звичному ритмі — бали, свята, концерти, любовні втіхи. З матір'ю їм більше не судилося зустрітися.
Тим часом, Генріх, дослухавшись мудрих порад матері, збирав армію. Також, за її наполяганням, він звернувся до Паризького парламенту з компромісною заявою, що мала задовольнити Гізів, та в той же час не давала зовсім розірвати стосунки з Генріхом Наваррським. У відповідності з цією заявою, Генріх III видав едикт, що заборонив у Французькому королівстві усі релігії окрім католицької. Але він відмовився включати в нього пункт про те що наступником престолу має бути принц-католик, явний реверанс Наварру, з яким він мав надію замиритися.
Все ще хвора, Катерина досі залишалась в Еперне, аби тримати руку на пульсі подій. Саме тут — в Шампані були сконцентровані головні сили лігістів. Після публікації королівського едикту їй здалося, що небезпеку військових дій усунуто, але незабаром виявилось, що це не так. Тепер Гізи заявили, що мають намір зайняти усі фортеці, що раніше були захоплені протестантами. Катерина була вражена таким нахабством, та все ж вирушила у містечко Саррі на чергові перемовини з лігістами. Ті домагалися опублікування нового едикту, в якому мали бути відображені усі їх вимоги, висунуті королю: перед усім — видалення з королівства всіх проповідників — єретиків, усунення з посад королівських чиновників-гугенотів та конфіскація їхнього майна, нарешті — обов'язкове навернення всіх гугенотів до католицької віри з подальшим наглядом над ними протягом трьох років.  Вона вдалася до своєї улюбленої тактики — затягування перемовин, аби зміна обставин спонукала супротивників бути більш поступливими. Та в цей раз її тактика була хибною. За час перемовин Гізи тільки посилилися. Щоранку в Еперне вона спостерігала як до лігістів все прибувають підкріплення — рейтари та ландскнехти з німецьких князівств та швейцарських кантонів. Тому в підписаній новій угоді від 28 червня 1585 року, фактично були відображені майже всі забаганки лігістів. Відтак вона врешті могла повернутися до Парижу. Останні місяці виявилися для неї більш важкими аніж попередні 25 років управління країною. Жалюгідний уповноважений представник Двору на перемовинах, хвора, відсторонена від важелів впливу в державі своїм не впевненим у власній владі королем, не маючи підтримки, вона мала справу з сильною, багатою і організованою партією, що могла нав'язувати свою волю. Диво було в тому, що вона спромоглась надати цьому нав'язаному погрозою війни договору вигляд такого, що начебто він був дарований королем. Насправді ж це була капітуляція. Ба більше, Катерина, як володарка всієї країни, ніколи раніше не дозволяла собі ставати на чиюсь сторону у цих громадянських конфліктах, залишаючись посередині двох ворогуючих партій — католиків та гугенотів.
7 липня в Немурі було підписано угоду з Лігою. Як образно висловився П'єр л'Етуаль: «Король був пішим, Ліга — на коні». 18 липня 1585 року Генріх III надав в Паризький парламент едикт, який санкціонував підписану в Немурі угоду. Він відміняв усі раніше підписані едикти про замирення, забороняв протестантські богослужіння, виключав займання будь-яких посад гугенотами, обрікав на вигнання пасторів та вимагав повернення короні всіх фортець та безпечних міст.
Після цього король направив посольство до Генріха Наваррського, намагаючись спонукати того до навернення до католицької віри. Позаяк в той же час вимагалось також повернення всіх міст, то передбачувано, було отримано тверду відмову. Назрівала чергова, вже восьма релігійна війна. 9 вересня папа Сікст V видав буллу, згідно якої Генріх Наваррський та принц Конде відлучались від церкви, Генріх втрачав свої права, звання та наслідні родові володіння. Про наслідування королівського престолу годі й було казати. Булла опублікована французькою і оприлюднена в Парижі для ознайомлення. Навіть для багатьох католиків вказані в ній санкції здавались надмірними. Генріх Наваррський, не дозволяючи вибити себе з сідла, запропонував винести розгляд цього питання «на вільно та у законний спосіб зібраний собор, і якщо папа не погодиться, то вважати його істинним антихристом та єретиком». Тоді ж Паризький парламент подав королю протест на Немурський едикт, справедливо вказуючи, що «навіть якщо б лігісти й мали достатньо сил аби викоренити реформатів, вашій величності не слід було застосовувати їх, тим більше, що злочин, який ви маєте намір покарати є справою совісті, у відношенні до якої не повноважні залізо й вогонь і для застосунку до якої потрібні інші, більш доречні засоби». Така відповідь парламенту була в тому ж числі і реакцією французького суспільства на втручання Святого Престолу у внутрішньополітичні справи. Тим, який хід прийняв розвиток подій, більш за все була засмучена Катерина, котрій лише залишалось журитися з приводу безпорадності свого сина — короля.
Отже розпочалась війна, що названа істориками також «Війною трьох Генріхів». Номінально метою цієї війни було втілення положень Немурського договору. Фактично ж йшлося про те, кому надалі правити Францією. Генріх III, хоч і був королем, але мав найгірші умови, фактично не маючи засобів для ведення війни. Навпаки, Гіз, душа Ліги, був на утриманні Філіпа II Іспанського. Генріх Наваррський заручився підтримкою Єлизавети Англійської та протестантських князів Німеччини. Останні не лише субсидували його, а ще й надавали найманців. Король усвідомлював, що одразу проти Ліги і гугенотів він не має можливості діяти. Тому він у грудні 1586 року направив матір до Сен-Бріс на перемовини з Генріхом Наваррським. Там вони тривали протягом трьох місяців. Наварр відверто затягував їх аби врешті дочекатися підкріплень, що мали надійти йому з Німеччини. Врешті, зрозумівши що її дурять, вона розірвала договірний процес та в березні 1587 року повернулась до Парижу.
7 березня 1587 року стало відомо про страту в Англії Марії Стюарт королевою Єлизаветою. Це дуже вразило Катерину. Вона писала своєму послу в Англії Бельверу: «Пане Бельвер, я вкрай засмучена, що ви не змогли нічого вдіяти для цієї бідної королеви Шотландської. Такого ще ніколи не було, щоб одна королева судила іншу, що віддалась тій під її захист, як вона це зробила, коли втекла з Шотландії».
Та все ж їй було не до зовнішньополітичних подій. Адже уникнути військових дій всередині країни не вдалося. Генріх III та Катерина стали заручниками підписаного Немурського миру, який тепер мали втілювати. Положення короля в столиці ставало все більш хитким. Партія «політиків» наполягала на позбавленні загрози Ліги за допомогою Генріха Наваррського, що тільки ускладнювало стан справ. Король відправив свого фаворита Жуаєза в Наварру, з тим, аби блокувати очільника протестантів. У цей же час Гіз отримав наказ перейняти загони німецьких найманців на сході, що рухались на допомогу Наварру. Сам король з резервною армією направився на Луару, з тим, аби усунути загрозу англійського вторгнення. Також ця позиція давала йому можливість прийти на допомогу Жуаєзу або Міченому, у разі потреби. Для нього було найкращим розвитком подій, якби Гіз зазнав поразки а Жуаєз переміг Наварра. Це б дозволило підписати чергову мирну угоду з гугенотами на більш прийнятних умовах, ніж тих, що були в Немурському едикті. Та все сталося навпаки: Жуаєз зазнав поразки від Генріха Наваррського під Кутра, а Мічений здобув славетну перемогу. 24 листопада 1587 року він зненацька напав на авангард рейтар біля містечка Оно. Таким чином внаслідок бою загинуло щонайменше 2 тисячі найманців. Мічений захопив дев'ять знамен, які були урочисто направлені королю. 8 грудня решта військ рейтар підкорилися Гізу і пообіцяли більше ніколи не служити у Франції без дозволу короля і зі звернутими знаменами покинули королівство. В очах парижан єдиним переможцем був Гіз. На його честь на богослужіннях в соборі Паризької Богоматері виконували гімн Te Deum (Тебе, Боже, славимо). У Парижі тепер відкрито лунали заклики про відсторонення короля Генріха III. Герцогиня де Монпансьє, сестра Міченого, напоказ носила на поясі ножиці задля того, щоб, як вона казала, дати «третю корону брату Генріху Валуа» — дві перші — Речі Посполитої та Франції, а останню — маншську, вона мала намір вистригти на голові короля. Натякаючи на таке ж відсторонення династії Меровінгів декілька століть тому.

## «День барикад»
Багаторічна ненависть та заздрість короля до Генріха Гіза досягли своєї кульмінації. Тоді, коли Мічений відбув у Нансі на нараду Ліги, король під страхом смерті заборонив йому повертатися до Парижу. Та як і варто було чекати, Гіз проігнорував королівську заборону і 9 травня 1588 року тріумфатором повернувся до столиці. Парижани раділи, натовп зустрічаючих оточив ескорт герцога так щільно, що той ледве міг продовжити рух. Втім, він поки що виявив обережність, аби підтримка, яку йому виказав Париж не перейшла у заколот проти правлячої династії. Тому він одразу з'явився у Луврі, в апартаментах Катерини, яка не дивлячись ні на що завжди виказувала йому материнське тепло та підтримку. Для тої цей візит був повною несподіванкою. Вона звернулась до гостя: «Я вітаю вас від усього серця, але моя радість була б набагато більшою, якщо б ви взагалі не приходили, підкоряючись королівському наказу». Коли король взнав про прибуття Міченого всупереч його наказу, він у люті вигукнув: «Чорт забирай! Йому не жити!» Король задумав вбити герцога.

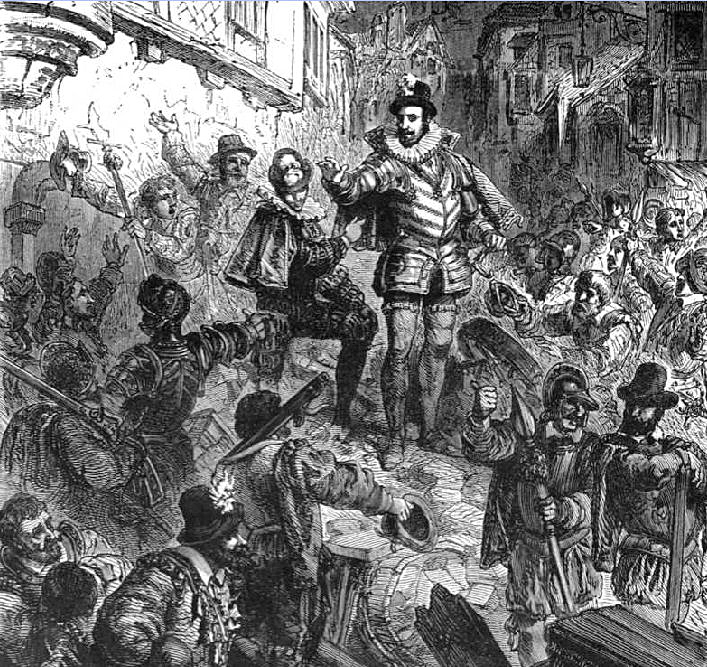
Генріх Гіз в День барикад

 Планувалось, що коли Генріх Гіз з'явиться в апартаментах короля у Луврі, на нього нападуть люди з гвардії короля та вб'ють. Катерина вчасно зрозуміла задум сина, тому мала намір зламати його плани, влаштувавши першу зустріч ворогуючих Генріхів в своїх апартаментах, посилаючись на те, що сама дуже хвора і не має змоги йти до покоїв сина. Вона вважала що таким чином вберігає династію Валуа від ганебного краху, адже розуміла, якою буде реакція Парижу на вбивство свого улюбленця. Але король ошаленів від такої пропозиції матері, адже не стало королю самому йти на зустріч до свого васала, та ще й такого, що ослухався королівського наказу. Тоді Катерина розпорядилася нести себе в портшезі, супроводжуючи Гіза. Коли вони з'явилися перед королем, той навіть не поздоровався з Гізом, натомість накинувся на нього зі звинуваченнями у непокорі королівському наказу. Мічений же заявив, що до нього дійшли чутки про нібито наміри короля стратити католиків на догоду протестантам, тому він з'явися сам, аби прийняти смерть разом з єдиновірцями. Й насправді Парижем ходили чутки, нібито фаворит короля д'Епернон підготував списки найбільш видатних лігістів, аби ліквідувати їх. Король заперечив це. Катерина бачачи те, що король може щомиті віддати наказ про вбивство герцога, підвела його до вікна, та, вказуючи на натовп, що зібрався біля Лувру мовила: «Якщо ви маєте здоровий глузд, то не шукайте інших охоронців месьє де Гіза — ними є всі парижани, і знайте, що якщо месьє де Гіз не вийде звідси живим, то наші життя, ваше та моє, не будуть варті й ламаного гроша». На що король відповів: «Як я можу лишатись королем Франції допоки він буде королем Парижу?» Але врешті він дослухався до слів матері. Таким чином Катерина вкотре виступила в ролі миротворця. Гіз же, зрозумівши всю безглуздість та небезпеку свого вчинку, поспішив відкланятись. З наступного дня він пересувався містом у супроводі чотирьох сотень озброєних дворян. Примирення не вийшло. Король вважав, що Гіз веде подвійну гру, тому розпорядився підсилити охорону Лувру вірними швейцарськими найманцями, а в передмістях розмістити додаткові сили гвардії. Бачачи це, Гіз вже більше не вагався, приступивши до реалізації плану заколоту. Задля того, аби підбурити парижан, він розповсюдив чутки про ймовірну страту 120-ти знатних лігістів. Заколот очолив мер Парижу Бриссак.
12 травня 1588 року увійшов в історію як «День барикад». Відбулась невдала спроба короля навести лад у столиці за допомогою взяття під контроль головних магістралей міста. Та Париж відреагував миттєво — багато вулиць було заблоковано барикадами. Також було дано гідну відсіч швейцарським найманцям, які почали стріляти по натовпу. З чотири десятки з них загинули безславною смертю від каміння, що летіло з дахів та вікон будинків. Частина гвардійців вимушена була скласти зброю.
Положення Генріха III було безнадійним. Його фактично заблокували в Луврі, який могли у будь-який час штурмувати. Та Гіз не хотів такого розвитку подій. Він й так відчував себе хазяїном положення та не квапився. Натомість ним було висунуто вимогу, аби король прибув до його будинку. Замість короля прибула королева-матір, яку парижани все ще поважали, та частково розбирали барикади на шляху її ескорту. Гіз дуже гостинно зустрів Катерину, він висловив жаль з приводу ситуації що склалася. Але відступати він не мав наміру. Ним було висунуто вимогу в отриманні посади генерального намісника королівства. Крім того він вимагав, аби єретик Генріх Наваррський був позбавлений наслідних прав. Таким чином, ці два кроки, якщо б вони були реалізовані, робили Гіза спадкоємцем престолу. Катерина взята тайм аут, задля консультацій та відбула назад до Лувру. Всю ніч на 13 травня тривала нарада, яка втім, не привела до жодного рішення. Наступного дня, під час перемовин, вона відверто затягувала час, уточнюючи кожен пункт угоди. Позаяк вона була досвідченим дипломатом, це їй дуже добре вдавалося. Мічений же був більше солдатом, аніж політиком, тому він з легкістю потрапив на цей гачок. Тим часом королю вдалося втекти з Парижу. Катерина майстерно удала, що це стало для неї повною несподіванкою. Тепер продовження перемовин не мало сенсу.

## Едикт єднання
Втеча короля дещо спантеличила парижан. Адже вигнання божого помазаника не входило до їхніх планів. Париж без короля не був столицею Французького королівства, як і король без Парижу не був королем. Значить, за суспільною думкою, треба було знайти компроміс. Королева-матір, що тепер фактично стала заручницею в Луврі, була посередницею. Делегація парижан на чолі з Гізом направилась до Шартру, де знайшов прихисток король. Внаслідок складних перемовин було узгоджено так званий «Едикт єднання», що його було підписано 21 липня 1588 року в Руані. Згідно з цим документом надавалась повна амністія паризьким заколотникам, було узгоджено дії щодо «викоренення єресі», визнано кардинала Бурбона наслідником престолу. Також король невдовзі вимушений був пожертвувати й своїм фаворитом — д'Еперноном, призначивши герцога Монпансьє губернатором Нормандії. На 15 серпня 1588 року було призначено відкриття Генеральних штатів у Блуа, що мали затвердити ці положення. Едикт єднання став останнім політичним актом, що відбувся за активної участі Катерини Медічі.

## Генеральні штати в Блуа
Хоч Катерина й вважала, що досягнуто миру, вона, як це часто було раніше, помилялась. Найімовірніше, саме в цей час король остаточно вирішив, як вчинити щодо Міченого. Хоча примирення відбулось дуже урочисто — король з Гізом обійнялись, та все ж король відмовився повертатися до Парижу. Замість цього він направився в Блуа, де незабаром мали засідати Генеральні штати. Вслід за королем в Блуа направився і весь двір разом з Катериною та Гізом. По прибуттю туди, Генріх III звільнив з королівської ради вісьмох соратників Катерини, та замінив їх на своїх прихильників. Двір був цим шокований, адже видатні державні діячі були замінені посередніми але вірними королю політиками. Вчинок короля був настільки скандальним, що навіть папський легат поцікавився у нього причинами, що призвели до такого рішення. Генріх III відповів, що йому вже 37 років і він має намір правити королівством самостійно.
16 жовтня 1588 року відбулось урочисте відкриття Генеральних штатів. Генріх III виступив зі вступним словом, в якому немало було сказано слів вдячності своїй грубо усунутій від діл матері.
Тим не менш Катерина, залишаючись вірною собі, в цей час більше переймалась влаштуванням особистого життя своєї родини. Так 24 жовтня тут же, в Блуа, було проведено дуже пишну церемонію підписання шлюбного контракту її онуки — Христини Лотаринзкої з наслідним герцогом Тосканським Фердинандо Медічі. Катерина забезпечила нареченій гарне придане, до якого, окрім іншого, входили всі її наслідні володіння в Тоскані та палац, побудований Лоренцо Величним на Віа Ларга.

## Вбивство Гіза
Генріх III остаточно вирішив розправитися з Гізами, та ще й самі вони підштовхували короля на такий розвиток подій. 18 грудня 1588 року королю доповіли, що напередодні під час обіду кардинал Лотаринзький запропонував тост за свого брата та виголосив: «Я п'ю за здоров'я короля Франції!» Король не гаючи часу зібрав таємну нараду. Її члени погодились, що справи кепські, та запропонували негайно заарештувати герцога та кардинала. Одначе залишалось незрозумілим як це втілити. Адже Мічений був головним розпорядником королівського палацу в Блуа, тому мав у своєму розпорядженні охорону та ключі від усіх дверей будівлі. У короля ж була невеличка купка вірних йому людей. Так звані «сорок п'ять» — особиста гвардія короля, що складалася з відчайдухів, переважно гасконців. Та навіть якщо б вдалося заарештувати Гіза, як чинити надалі? Адже довго тримати того взаперті не вийде. Судити? Хто відважиться вести слідчі дії щодо уславленого та популярного Генріха Гіза? Врешті було вирішено вбити його, тобто стратити. Адже король, як вони вважали, як верховний суддя може обійтись без трибуналу, за власним баченням винести вирок і розпорядитися про його виконання. До того ж, те що вони знаходилися подалі від Парижу, грало їм на руку.
Отже рішення було прийняте. Але втримати його в таємниці не вдалося. Майже одразу Гізу почали надходити попередження, але він до них не дослухався. На зауваження своєї сестри, щодо небезпеки, він лише відповів: «Ви ж знаєте мене, якщо побачу, що смерть входить у двері, я врятуюсь через вікно». І взагалі, додав він, соромно остерігатись такого боягуза як король. Солдат по своїй натурі, він не зрозумів, наскільки небезпечною може бути жертва, що загнана в кут. Бачачи, що брат не зважає на її попередження, герцогиня звернулася до Катерини, яка хворобою була прикута до ліжка. Та їй відповіла: «Допоки я тут, вам нічого остерігатись за свого брата». Королева-матір не врахувала, що вже не має засобів впливу на сина, адже той повністю усунув її від важелів влади. Якби вона була здорова, то могла б втрутитись у ситуацію, та запобігти вбивству, але вона навіть не могла встати з ліжка, аби відвідати сина. Це повністю розв'язало руки Генріху.

Тим часом, чутки поширювалися. Так іспанський посол Мендоза, що отримав попередження від своїх агентів, також переконував Гіза остерегтися, а ще краще — упередити його. Та герцог був надто впевнений у собі, та у тому, що контролює ситуацію. Він хотів, аби перехід влади відбувся у законний спосіб, і був освячений Генеральними штатами. 21 грудня він домігся аудієнції короля. Аби обережно вивідати його задуми, він попросив про відставку з посади генерального намісника королівства. Наступного дня вони зустрілись в покоях королеви-матері, де в чергове розіграли, за її наполяганням, сцену примирення. Пізніше, під час обіду, під своєю тарілкою Мічений знайшов записку з попередженням. Але обмежився лише зауваженням: «Він не наважиться».

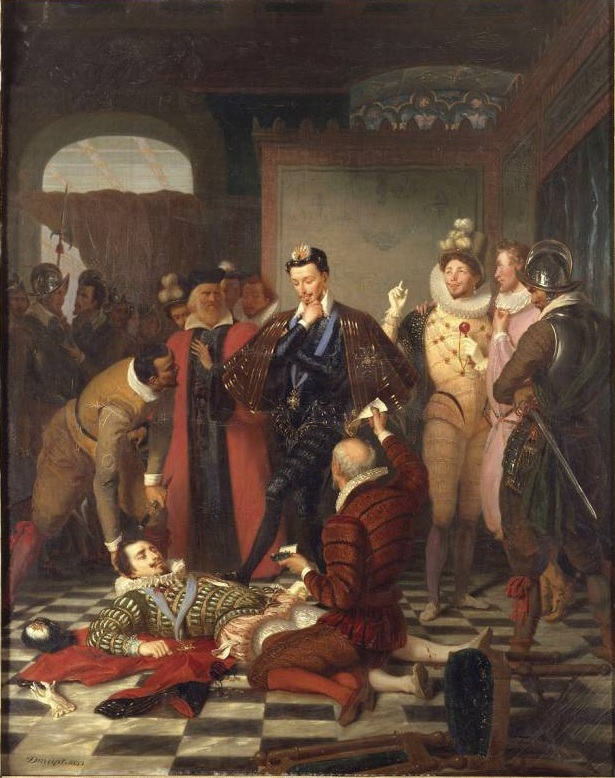
Вбивство Генріха І де Гіза

23 грудня 1588 року о четвертій ранку усі, хто був долучений до плану замаху, зібрались у королівських покоях. Близько семи з'явився Гіз. Він спочатку спинився, не побачивши своїх прихильників, і мабуть повернув би назад, якщо б у цей час до королівських апартаментів не увійшли його брат кардинал Лотаринзький та кардинал Вандом. Державний секретар запросив Генріха до короля. Зайшовши до Старого кабінету, герцог не побачив короля, але тут були його люди з «Сорока п'яти», що за командою їх очільника Лан'яка зі шпагами накинулися на Міченого. Той навіть не встиг вихопити свою зброю. Він лише викрикував: «Яка підступність, панове! Яка підступність!» під градом уколів ворожих шпаг. Смертельно поранений, стікаючий кров'ю, він, тим не менше, продовжував рухатись до Нового кабінету, тягнучи на собі кількох нападників. Врешті рухнув на підлогу. Генріх III окинувши поглядом поверженого ворога вигукнув: «Боже правий, який він величний! Мертвий ще більше ніж живий!»
Поки у приймальні заарештовували кардинала Лотаринзького, архієпископа Ліонського і кардинала Бурбона, вибраного Лігою на роль престолонаслідника, Генріх III вирушив до своєї матері, чиї апартаменти знаходилися поверхом нижче. Він мовив: «Нарешті я король Франції! Я вбив паризького короля!» «Добре розкроїв, хлопчику мій, тепер треба зшити», — відповіла та йому. Цей афоризм можна трактувати по різному і як похвалу, і як сарказм. Можливо вона і насправді пораділа за улюбленого сина, забувши що ще напередодні відмовляла його від цього хибного кроку. Можливо тепер, позбувшись могутнього суперника, він й дійсно стане королем не тільки де-юре, але й де-факто? Адже й дійсно, Генріху III, неначе відкрилось друге дихання. Він, замирившись з Генріхом Наваррським дуже енергійно тепер узявся за відновлення свого авторитету в країні. Можливо б у нього це й вийшло, якби через півроку кинджал релігійного фанатика не обірвав його життя напередодні спільного з Наварром штурму Парижу, що так і не прийняв короля-вбивцю. Та Катерині це вже не довелося бачити.

## Смерть Катерини
Коли Катерина дізналась, що разом із Міченим, було вбито і його брата, кардинала Лотаринзького, вона зрозуміла, що Генріх зайшов занадто далеко. Тому вирішила врятувати принаймні кардинала Бурбона, з яким її пов'язували давні дружні стосунки. 1 січня 1589 року вона воліла, щоб її у портшезі було доставлено до будинку, в якому кардинал перебував під домашнім арештом. Спочатку зворушлива ця зустріч, вони разом плакали з кардиналом, що було не притаманно для скупої на сльозу Катерини, переросла в перепалку. Адже кардинал фактично звинуватив Катерину у тому, що це вона їх підступно заманила у пастку. Саме вона гарантувала усім учасникам перемовин і засідань Генеральних штатів безпеку. Ця зустріч морально надірвала стару, хвору жінку. Наступного холодного ранку вона відвідала месу, хоча всі лікарі, що її доглядали наполягали на постільному режимі королеви-матері. Після цього вона остаточно злягла. 5 січня 1589 року вона вирішила укласти заповіт. Вже бувши не в змозі писати, Катерина його диктувала. Вона воліла бути похованою разом з коханим чоловіком у Сен-Дені. У своєму заповіті вона оминула свою дочку Маргариту та її чоловіка, Генріха Наваррського, не заповівши їм і су, при тому не забула жодного члена свого двору, враховуючи кухарів та блазнів.

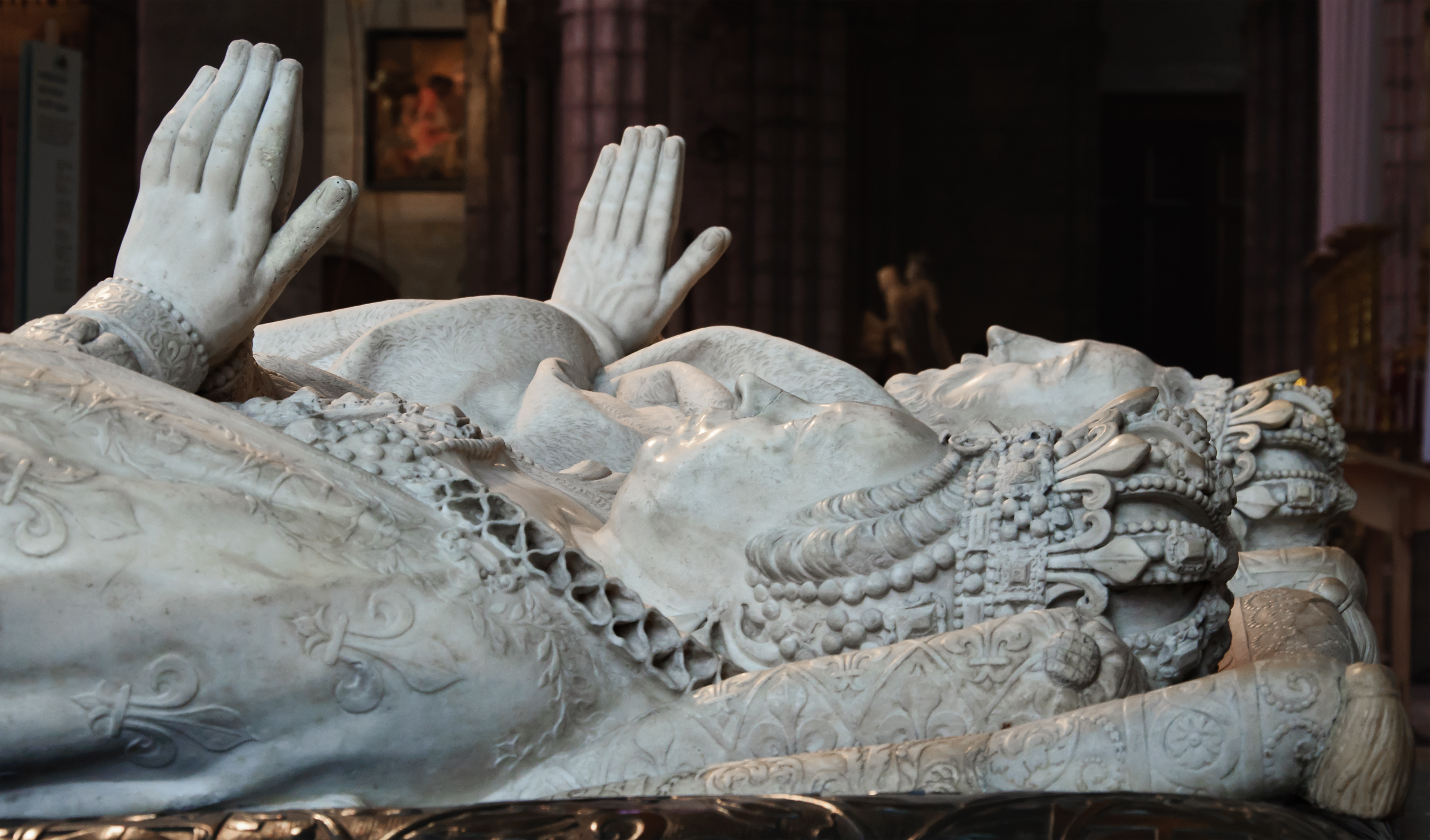
Саркофаг Генріха II та Катерини Медічі, абатство Сен-Дені

Генріх III вголос зачитав складений заповіт і підписав його, після чого його підписала королева Луїза де Водемон, а згодом нотаріуси та духівники. Катерина лише пробігла заповіт очима та погодила його, перш ніж його було скріплено печатками. Після цього вона послала за своїм сповідником, та виявилося, що той, як і деякі інші члени двору вже покинув її. Тому їй було надано іншого, незнайомого сповідника. Коли той її сповідував, Катерина спитала його ім'я. «Жюльєн Сен-Жермен» — була його відповідь. Зітхнувши Катерина сказала: «Значить, прийшла моя смерть». Справа в тім, що вона, як людина свого часу щиро вірила у пророцтва. Колись давно їй напророкували, що вона помре у Сен-Жермен. Тому Катерина старалася оминати це місто і навіть коли тяжко хворіла, віддаленість від цього міста давала надію, що її дні на цьому світі ще не скінчились. Тепер же вона цілком зі смертю змирилася, і за дві години померла. Поширились, було, чутки, що буцімто король отруїв свою матір. Тому було проведено розтин, аби спростувати ці чутки. Він показав, що вона померла від тяжкої пневмонії. Решта органів були цілком здорові. Тобто, дослухавшись порад лікарів, вона могла б ще жити. Та драматичний перебіг подій і ті емоційні навантаження, що їх судилося пережити за останні місяці, остаточно її доконали.
Багато хто в королівстві вважав, що смерть Катерини, є великою втратою. Папський нунцій сказав — тільки такого горя не діставало, цьому нещасному королівству. Перебіг подальших подій завадив упокоєнню її останків біля чоловіка. Лише за 20 років незаконнонароджена дочка її чоловіка — Діана Французька доклала багато зусиль, аби поховати по суті, чужу для неї жінку, згідно заповіту тієї. За двісті років, під час Французької революції, якобінці, що оголосили війну не тільки живим «тиранам» а й мертвим, в революційному пориві розорили могили королів, скинувши те, що залишилось від Божих помазаників до загальної ями.

## Родина
Чоловік — Генріх II, король Франції
Діти:
- Франциск II (1544—1560) — король Франції з 1559 року;
- Єлизавета (1545—1568) — була спочатку заручена з іспанським дофіном Доном Карлосом, але потім видана за його овдовілого батька — Філіпа II;
- Клод (1547—1575) — дружина герцога Лотаринзького Карла II;
- Людовик (1549—1550) — герцог Орлеанський;
- Карл IX (Карл-Максиміліан) (1550—1574) — король Франції з 1560 року;
- Генріх III (1551—1589) — король Польщі в 1573—1574 рр, пізніше король Франції з 1574 року;
- Маргарита (1553—1615) — «королева Марго», з 1572 року дружина Генріха Наварського, надалі короля Франції Генріха IV. Їх весілля було прелюдією до «Варфоломіївської ночі». Розлучені в 1599 році;
- Франсуа (Геркулес) (1554—1584) — герцог Алансонський
- Вікторія (1556) — померла, коли їй був один місяць.
- Близнючки Іоанна (1556) і Вікторія були останніми дітьми Катерини Медічі. Після важких пологів, що ледь не вартували їй життя, лікарі заборонили їй мати дітей.

## Галерея (портрети дітей)

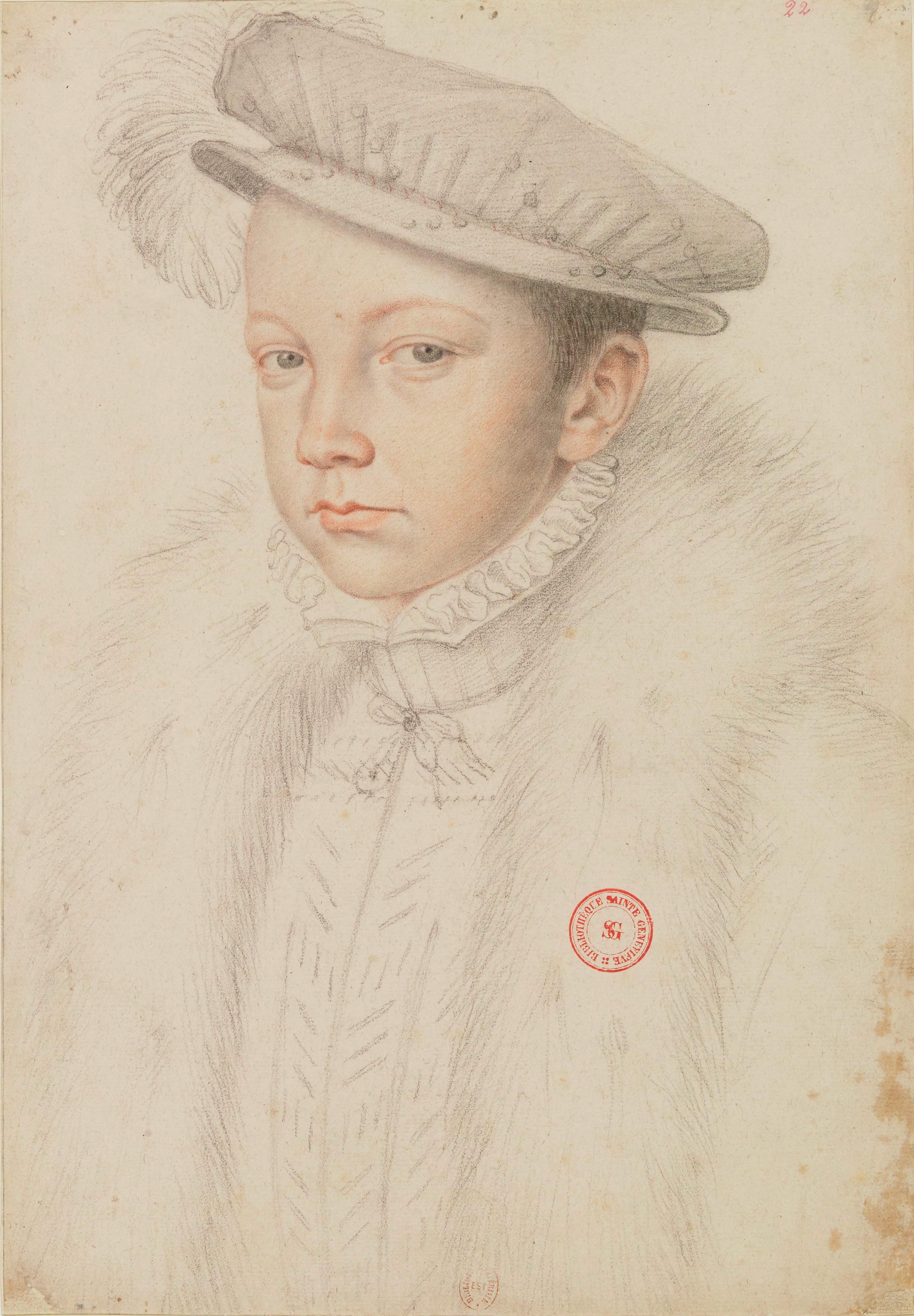
Франциск ΙΙ
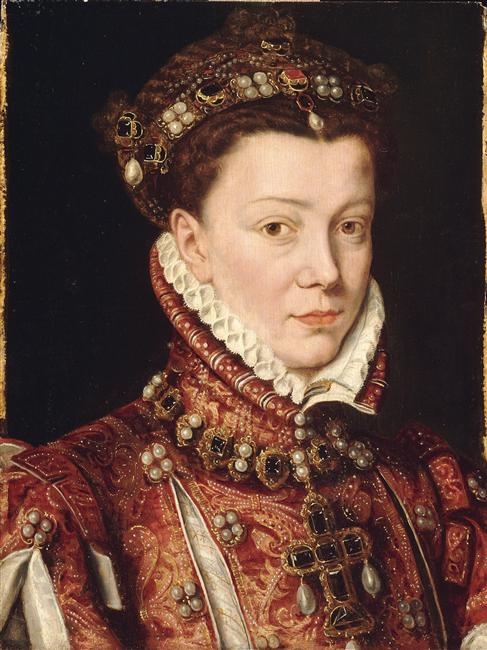
Єлизавета
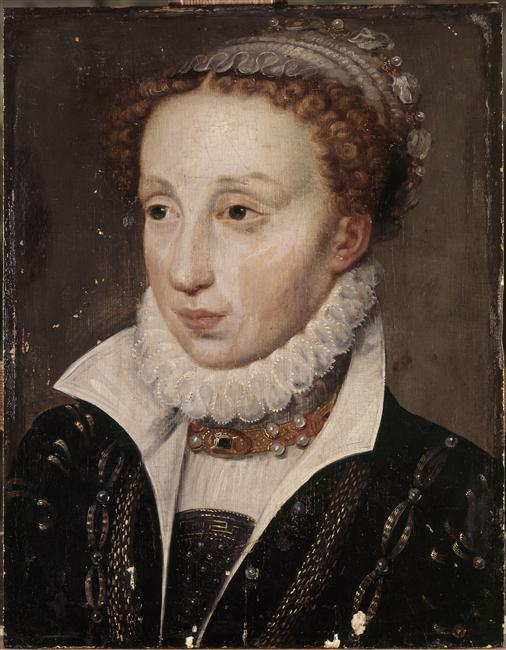
Клод
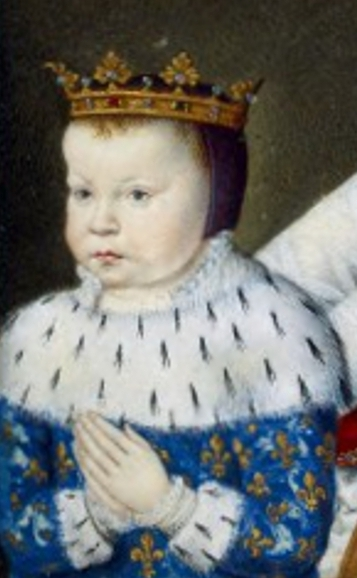
Людовик
Карл IX
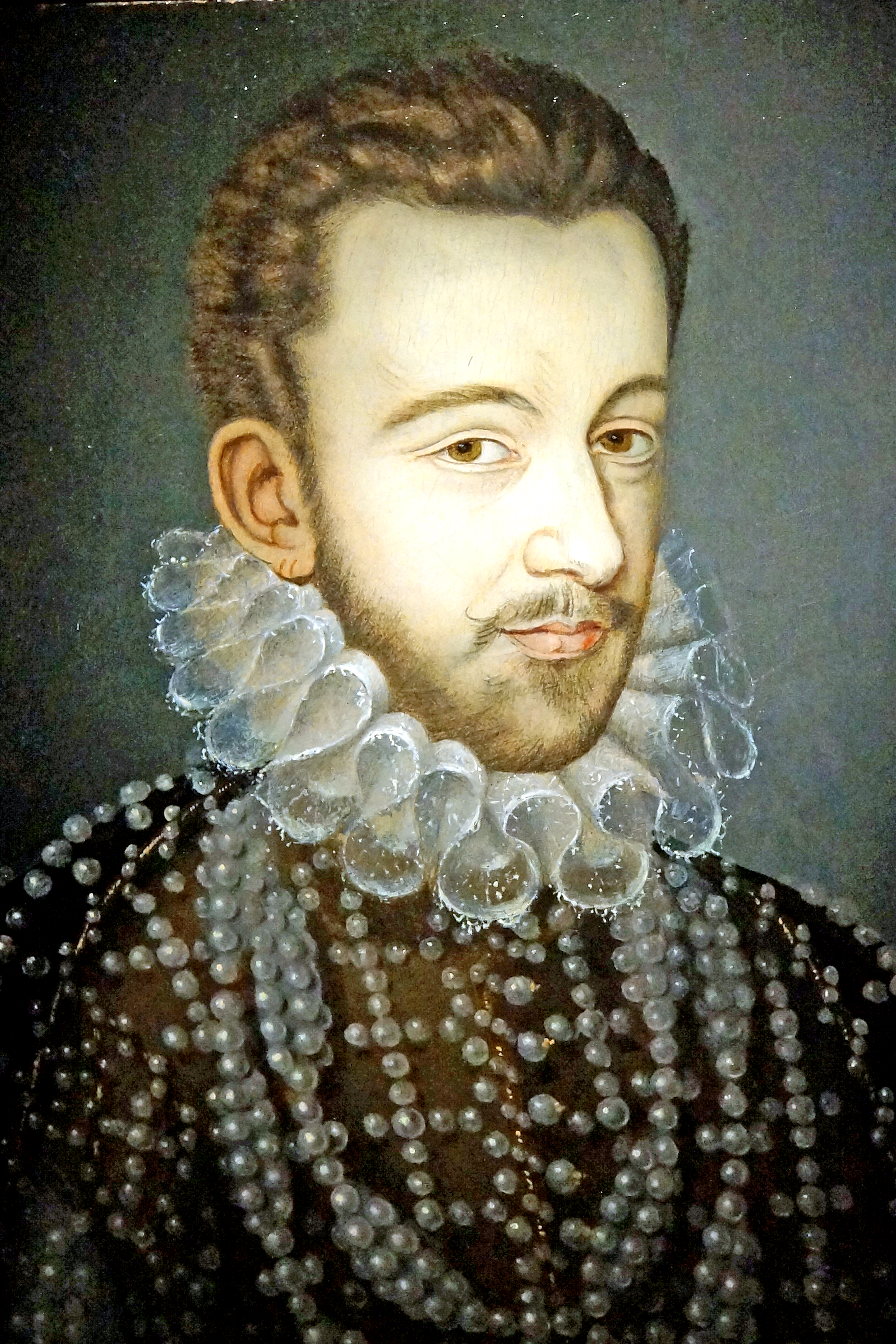
Генріх III
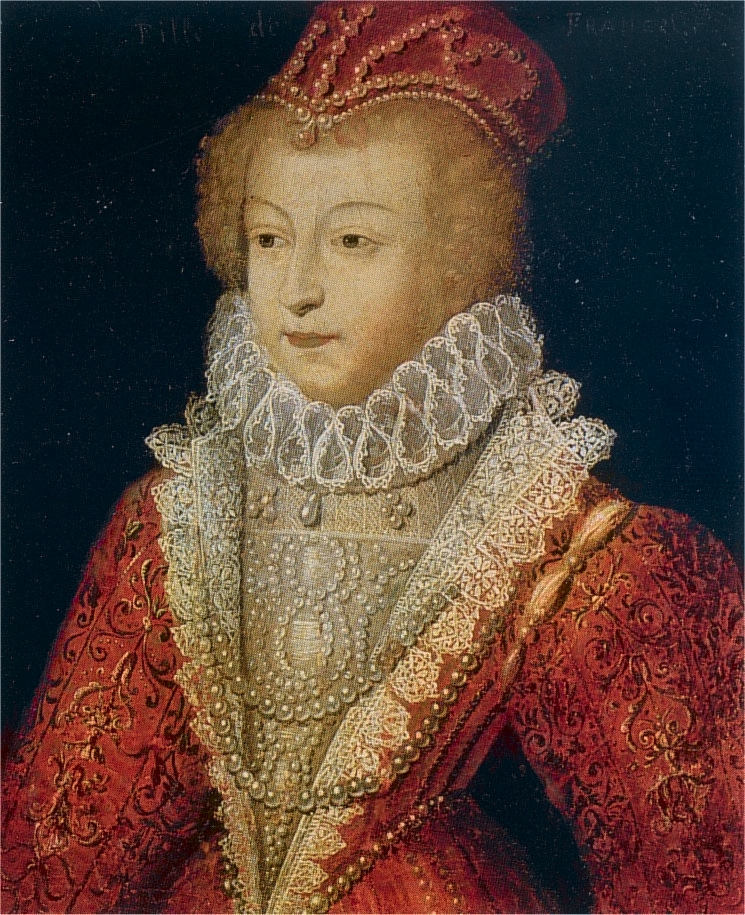
Маргарита
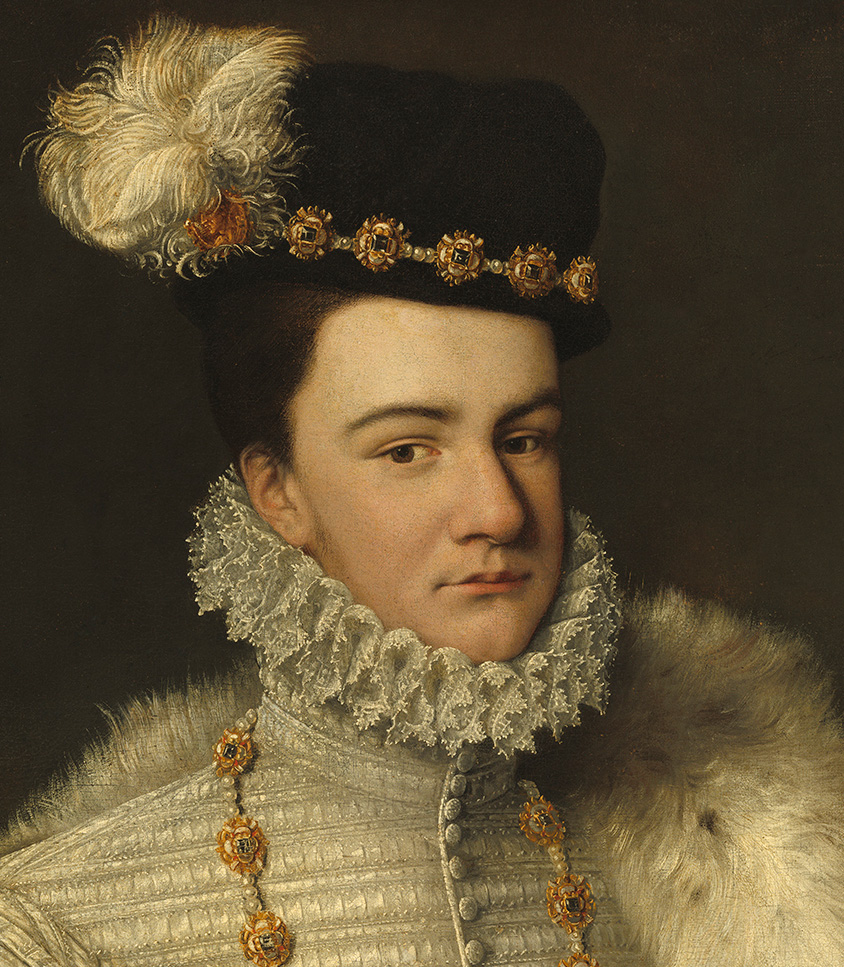
Геркулес
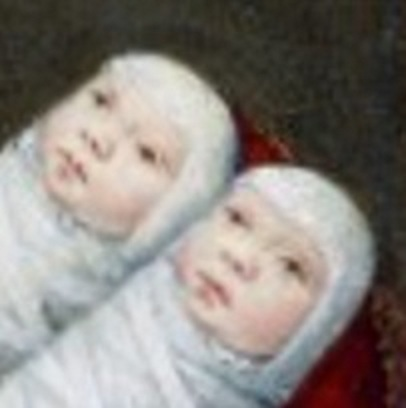
Вікторія та Жанна (Іоанна)